# شیر صنعتی

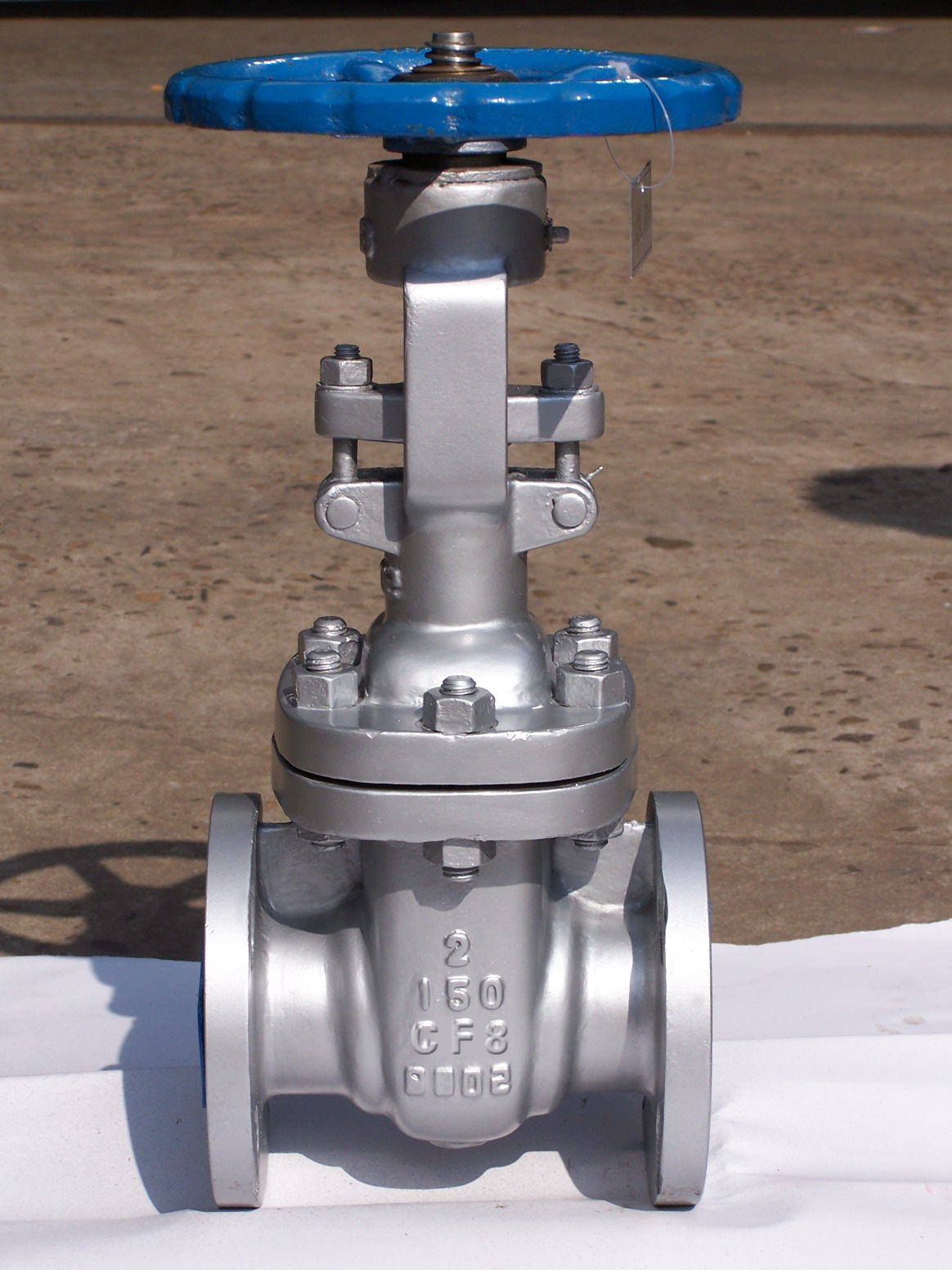
وَفزور (Wafzur) صنعتی فولادی (gate valve)

وَفزور (Wafzur) یا وَلْو (به انگلیسی: valve) وسیله‌ای است که برای قطع و وصل، تنظیم میزان جریان یا منحرف‌کردن مسیر جریان سیال‌ها (گازها، مایعات و حتی خمیر و…) به وسیلهٔ بستن، بازکردن، نیمه‌بازکردن یا منحرف‌کردن یک مسیر به‌کار می‌رود. شیرها در اصل، خود گونه‌ای فیتینگ یا وصاله هستند، اما به دلیل گستردگی و اهمیت به صورت مجزا بررسی می‌شوند.

یکی از ساده‌ترین و قدیمی‌ترین انواع وَفزورها، دریچه یا صفحهٔ مسدودکننده‌ای است که کشاورزان درون کانال‌های آب کار می‌گذارند و برای بازکردن یا بستن مسیر آب به زمین‌های کشاورزی استفاده می‌کنند.

نماد عمومی شیر در نقشه‌های مهندسی.

شیرها کاربردهای مختلفی دارند؛ ازجمله کنترل جریان آب در کشاورزی و آبیاری تا فرایندهای پیچیدهٔ کنترل فرایند در پالایشگاه‌ها و کارخانجات فرایندی، بازوبست‌کردن آب در ماشین‌های لباس‌شویی و ظرف‌شویی تا شیرهای برداشت آب خانگی. در سال ۲۰۱۴ ارزش بازار جهانی شیرهای صنعتی برابر ۵۸٫۳۱ میلیارد دلار آمریکا بوده‌است و پیش‌بینی می‌شود این مقدار در سال ۲۰۲۲ به ۸۵٫۶ میلیارد دلار برسد.

## کاربرد شیرآلات صنعتی
شیرآلات نقش مهمی در افزایش کارایی، بهبود کنترل و تضمین ایمنی فرآیند دارند. شیرها به چند دلیل در سیستمهای صنعتی استفاده می شوند:
- شروع یا متوقف کردن جریان سیال
- تنظیم سرعت جریان سیال
- تنظیم فشار
- تنظیم دمای سیال
- هدایت جریان از یک مسیر به مسیر دیگر
- محدود کردن جریان برای تعادل سیستم یا جلوگیری از فشار بیش از حد
- جلوگیری از جریان معکوس سیال
- متوقف کردن جریان در صورت خرابی سیستم
- بهبود ایمنی از طریق کاهش فشار یا خلاء در یک سیستم لوله کشی [۲]

## طبقه‌بندی شیرآلات
شیرها بر اساس مکانیزم و نوع و کاربرد، انواع بسیار گوناگونی دارند. اندازه شیرها بسیار گسترده‌است. از سایزهای بسیار کوچک برای نصب بر روی لوله‌هایی به قطر ۰٫۱ میلی‌متر تا ۶۰ سانتی‌متر. شیرهایی وجود دارند که قطر دهانه آنها به ۵ متر نیز می‌رسد. قیمت آنها نیز از شیرهای ارزان قیمت قابل بازیافت تا شیرهایی که هزارها دلار قیمت هر اینچ آنهاست متغیر است. برخی از انواع طبقه‌بندی شیرها به شرح زیر است:

### ۱-بر اساس نوع حرکت عضو مسدودکننده جریان

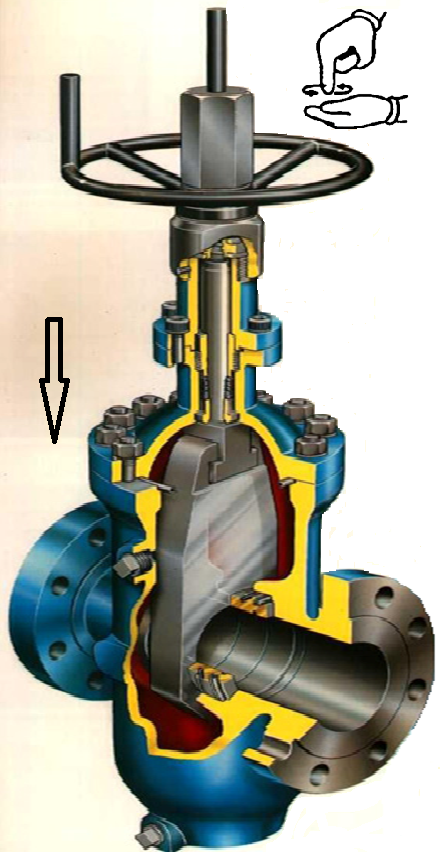
حرکت خطی در شیر دروازه ای نوع Through Conduit. دیسک، استم و هندویل در شکل نمایان است

- حرکت خطی عضو مسدودکننده عمود بر جریان مانند: شیر دروازه‌ای، شیر بشقابی (کروی)
- حرکت چرخشی عضو مسدودکننده مانند: شیر سماوری، شیر توپی
- حرکت اتوماتیک عضو مسدودکننده: شیر یکطرفه

### ۲-بر اساس شرح وظیفه
- شیرهای قطع و وصل (On - Off): بیشتر شیرها در صنایع مختلف، به منظور باز یا بسته کردن مسیر سیال بکار برده می‌شوند و مسیر را در حالت کاملاً باز یا بسته قرار می‌دهند. نوع کانال جریان آن‌ها معمولاً Straight Way بوده و در مقابل عبور جریان مقاومت کمتری از خود نشان می‌دهند. با توجه به ساختار داخلی و نوع اجزای آب‌بندکننده نباید این شیرها را در حالت نیمه باز قرار داد زیرا با انجام این عمل آسیب جدی به مجرابند و سایر اجراء آب‌بندی شیر وارد خواهد شد و بدین ترتیب عمر بهره‌برداری آن شدیداً کاهش یافته و در مواقع اضطراری و حوادث غیرمترقبه که نیاز به قطع جریان وجود دارد، شیر مورد نظر وظیفه خود را به درستی انجام نداده و موجب اتفاقات ناگوار و گاهی جبران‌ناپذیر خواهد گردید. 'شیرهای توپی، سماوری و دروازه‌ای' در این دسته قرار می‌گیرند. البته می‌توان با اعمال نمودن تغییراتی در ساختار داخلی، از آن‌ها برای تنظیم جریان نیز استفاده نمود.

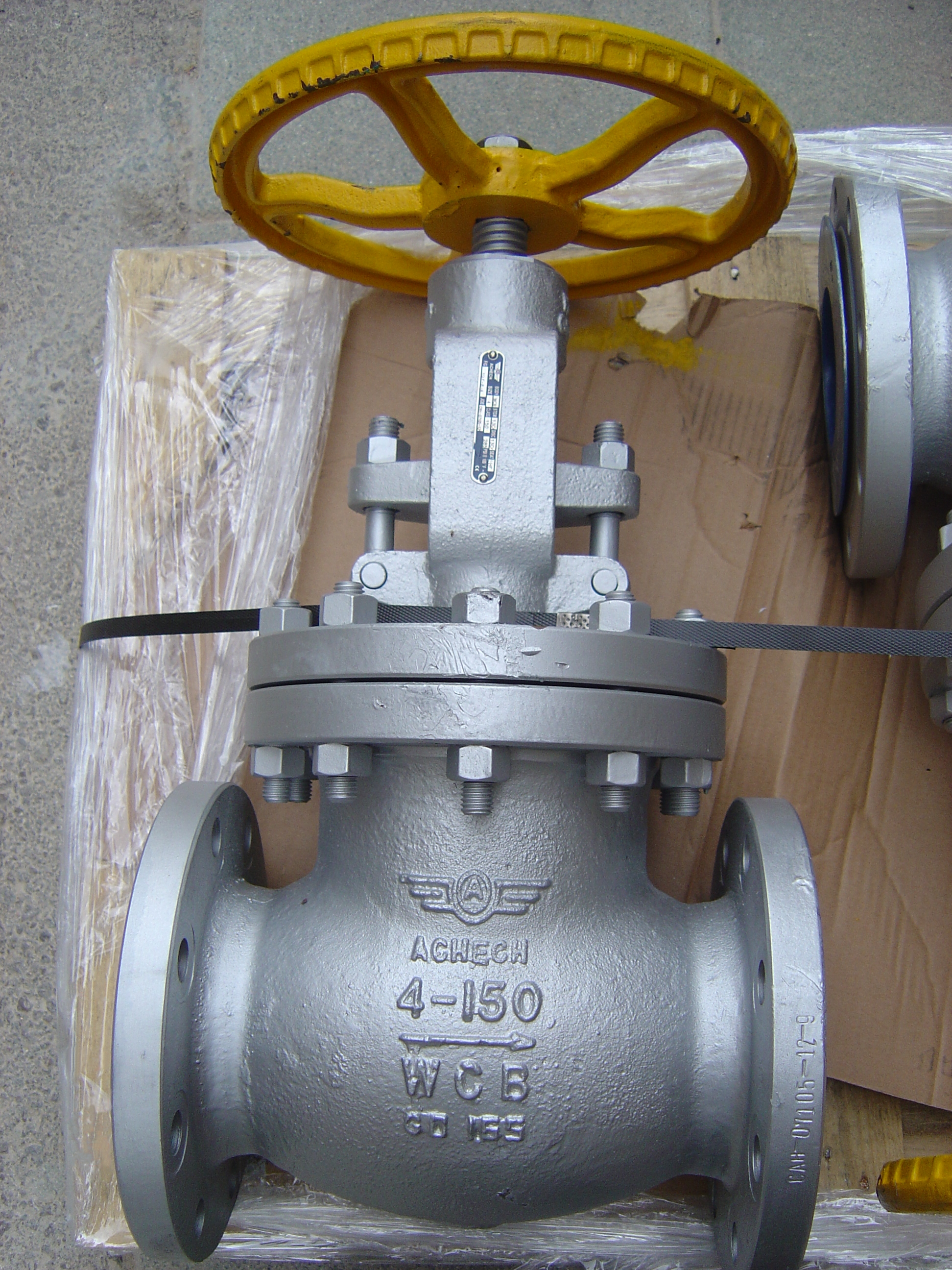
یک شیر کروی (Globe Valve) ساخته شده مطابق با استاندارد API-6D که مطابق استاندارد عبارت‌های ۴ و ۱۵۰ و WCB بر روی آن حک شده‌است که به ترتیب نشانگر سایز، کلاس فشاری و جنس شیر (فولاد ریخته‌گری) می‌باشد.

- یک شیر کروی (Globe Valve) ساخته شده مطابق با استاندارد API-6D که مطابق استاندارد عبارت‌های ۴ و ۱۵۰ و WCB بر روی آن حک شده‌است که به ترتیب نشانگر سایز، کلاس فشاری و جنس شیر (فولاد ریخته‌گری) می‌باشد.شیرهای تنظیم جریان (Flow regulating Valve): اگرچه از این دسته شیرها برای قطع و وصل جریان نیز می‌توان استفاده کرد اما به صورت عمده جهت تنظیم جریان و به عبارت دیگر کم و زیاد نمودن جریان سیال بکار می‌روند. در مواردی جهت تنظیم دما، تنظیم میزان سیال خروجی یا تنظیم فشار مورد استفاده قرار می‌گیرند. شیر آب روشویی منازل جزو این دسته هستند. این شیرها با توجه به ساختار داخلی خود، در حالت نیمه باز آسیب زیادی نمی‌بینند و مقاومت بیشتری در مقابل برخورد سیال عبوری از خود نشان می‌دهند. شیرهایی که به عنوان کنترل ولو (Control Valve) در صنایع مختلف بکار می‌روند از این دسته‌اند و با به‌کارگیری یک عملگر و یک کنترلر، به صورت یک شیر کنترلی درآمده و با توجه به شرایط موجود در حلقه‌های کنترلی، در یک وضعیت خاص قرار می‌گیرند که الزاماً باز یا بسته کامل نیست. شیرهای Globe و Pinch و Butterfly و Needle از این دسته هستند..دسته دیگر شیرهای گازی آذر است.

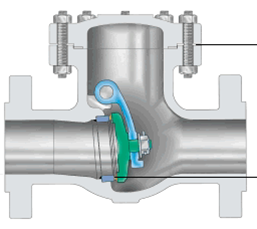
شیر یکطرفه (مانع برگشت جریان) از نوع لولایی (Swing)

- یکسوکننده جریان (Back Flow Prevention): برخی از تجهیزات نصب شده در تأسیسات و خطوط انتقال دارای بخشهای حساس و آسیب‌پذیری هستند که در صورت مواجه شدن با ضربات سیال دچار آسیب دیدگی یا حتی تخریب کامل خواهند شد. این ضربات ممکن است در اثر جریانهای برگشتی، ضربه قوچ یا Surge ناشی از انفجار یا شکست خط باشد. علاوه بر تجهیزات فوق مواردی وجود دارد که جریان برگشتی به تأسیسات یک مجموعه که برای فشار خاصی طراحی شده، آسیب می‌رساند و مواردی دیده شده که این‌گونه جریانهای ناخواسته یا پیش‌بینی نشده یک مجموعه از تأسیسات را به‌طور کامل تخریب نموده و ضررهای بسیاری به یک مجموعه وارد نموده‌است. به‌طور کلی اساس عملکرد این شیرها طوری است که اگر فشار پایین دست شیر، بیشتر یا برابر با بالادست جریان باشد، دیسک شیر روی نشیمن خود قرار می‌گیرد و از عبور جریان معکوس جلوگیری می‌کند. Check Valve, Back Pressure Valve, Back Flow Valve, Back Flow Prevention Valve, … در این گروه از طبقه‌بندی قرار می‌گیرند.

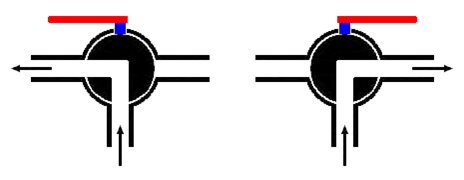
شیرهای انحراف حریان

- انحراف جریان (Diverting Flow): مواردی وجود دارد که یک شیر وظیفه‌ای غیر از سه مورد فوق دارد و به عنوان یک شیر انتخاب مسیر عبوری سیال عمل می‌کند. بدنه این شیرها معمولاً ۳ یا تعداد بیشتری مجرای ورودی و خروجی دارند و مجرابند آن‌ها با شیرهای یادشده تفاوت دارد و بیشتر بنام شیرهای چند راهه شناخته می‌شوند. البته انواع خاصی از این شیرها علاوه بر انحراف جریان توانایی باز و بست و حتی کنترل جریان را نیز دارند ولی معمولاً از آن‌ها فقط برای هدایت جریان از مسیری به مسیر دیگر استفاده می‌شود. این شیرها بسیار مفید و پرکاربرد بوده و به تنهایی می‌توانند وظیفه ۲ یا ۳ عدد شیر و حتی بیشتر را هم‌زمان انجام دهند و به راحتی با چرخاندن یک دسته، جهت جریان ورودی یا خروجی را انتخاب نمود. ساختار بسیار دقیق و حساسی دارند و درصورت عدم رعایت دستورالعمل‌های نگهداری و راه‌اندازی، عمر بهره‌برداری کمی خواهند داشت. شیرهایی مانند Ball, Plug ,Globe دارای انواع انحراف جریان می‌باشند.

### ۳-بر اساس روش باز و بست (Operation Type)
- دستی یا آچاری (Wrench, Lever, Hand wheel Operation)
- گیربکسی (Gear Operation)
- شیرهای با عملگر اتوماتیک (Actuator Operation , Actuated Valve)

### ۴-بر اساس کانال جریان

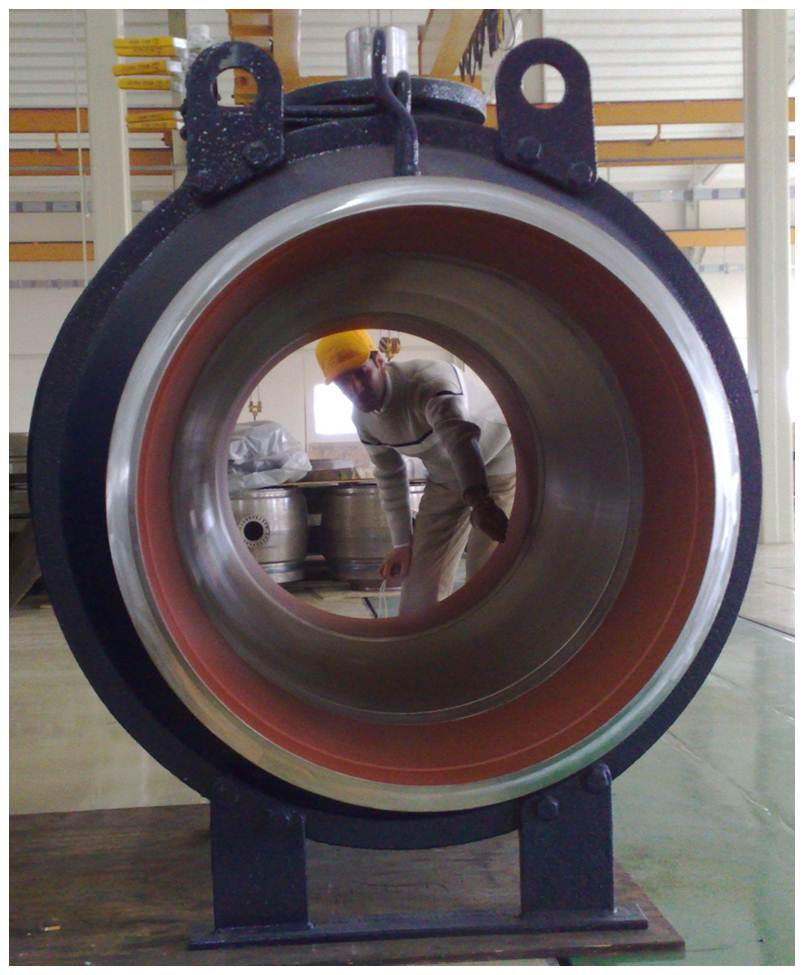
شیرتوپی Trunnion mounted با بدنه تمام جوشی، مناسب برای دفن کردن زیر خاک

- شیرهای با مجرای کامل (Full Bore/Port)' برخی از انواع شیرهای دروازه‌ای، یکطرفه، توپی و حتی سماوری' به گونه‌ای طراحی می‌شوند، که در حالت کاملاً باز هیچگونه برآمدگی و فرورفتگی در داخل شیر وجود نخواهد داشت. به عبارتی مجرای عبور سیال این نوع شیر با سطح ورودی آن کاملاً برابر بوده و سیال بدون محدودیت می‌تواند از داخل آن عبور کند.[۳][۴]
- شیرآلات با مجرای کاهنده (Reduce Bore/Port) در این نوع شیرآلات مساحت مجرای عبور سیال، از مساحت محل اتصال به خط لوله کوچکتر می‌باشد.[۵][۶] در حقیقت نوع طراحی داخل بدنه و اندازه مجرای عبوری به گونه‌ای است که در حالت باز نیز باعث افت فشار در مسیر می‌شود. اساسی‌ترین استفاده این نوع شیرها در سرویسهای تنظیم جریان می‌باشد. به این ترتیب کنترل دقیقتری انجام می‌شود. این شیرها قیمت ارزانتری در مقایسه با نوع Full Bore دارند. در مسیری که افت فشار و موضوع پیگ رانی مطرح نباشد استفاده از این نوع شیر به صرفه تر است. به‌طور کلی شیرهای با مجرای کاهنده سیستم را دچار کمبود سیال می‌کنند-محدودیت موجود در شیر می‌تواند باعث تجمع فشار در قسمت ورودی و بالارفتن فشار قبل از شیر گردد و این پدیده گاهی باعث وارد آمدن صدمه به پمپ‌ها و تجهیزات قبل از شیر می‌شود.

## انواع شیرهای صنعتی
شیرهای صنعتی از لحاظ شکل و نحوه محدود کردن جریان در انواع مختلف ساخته می‌شوند:
- شیر دروازه‌ای Gate Valve
- شیر سماوری Plug valves
- شیر توپی Ball valve
- شیر یک‌طرفه Check Valve
- شیر پروانه‌ای Butterfly Valve
- شیر کروی Globe valve
- شیر سوزنی Needle Valve
- شیر دیافراگمی Diaphragm Valve
- شیر قطع خودکار جریان Excess flow valve

## انواع شیرها بر اساس متریال
با توجه به جنس ساخت، انواع شیرهای موجود عبارت‌اند از:
- فولاد کربنی
- فولاد آلیاژی
- چدن
- برنز
- فولاد ضدزنگ
- چدن نشکن
- چدن نشکن آبکاری شده با نیکل
- آلومینیوم
- مس
- برنج
- برنز سیلیکونی
- برنز آلومینیومی
- شیرهای با پوشش داخلی (لاینر دار)
- مونل
- استلایت
- هستلوی
- گان‌متال
- شیشه
- فولادهای خاص
- مواد غیر فلزی مانند پلی‌پروپیلن (PP)، پلی وینیل کلراید (PVC)

## اجزاء اصلی ساختمان شیرآلات صنعتی

### بدنه (Body)
بدنه شیر یک محفظه تو خالی برای عبور سیال است که باید بتواند فشار سیال را تحمل کند و به خط لوله نصب شود و شامل اجزای درونی یا تریم شیر می‌باشد. جنس بدنه شیر معمولاً فلزی یا پلاستیکی است. استفاده از برنز، برنج، چدن، فولاد و فولاد زنگ‌نزن در ساخت بدنه شیرها بسیار متداول است. اکثر شیرهای مورد استفاده در صنعت نفت و گاز از جنس فولاد با گرید WCB می‌باشد. در خطوط اسیدسولفوریک که بسیار خورنده است معمولاً از آلیاژ Alloy 20 استفاده می‌شود. از شیرهای با جنس Hastelloy معمولاً در کاربردهای دما-بالا و نیروگاه‌های هسته ای و از شیرهای با جنس Inconel معمولاً در خطوط هیدروژن استفاده می‌شود. از شیرهای با جنس پلاستیک معمولاً در کاربردهای فشار پایین استفاده می‌شود.

### کلاهک، درپوش، بانت (Bonnet)

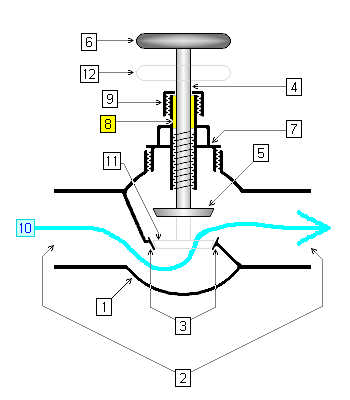
مقطع یک شیر کروی ۱-بدنه ۲-مجرا ۳-نشیمنگاه ۴-ساقه ۵-دیسک ۶-دسته یا هندویل ۷-بانِت ۸-پکینگ ۹-مهره گلند ۱۰-مسیر جریان وقتی شیر باز باشد ۱۱-موقعیت دیسک وقتی شیر بسته باشد ۱۲-موقعیت هندویل وقتی شیر بسته باشد

بانِت قطعه مکمل مجموعه بدنه است که معمولاً به صورت اتصال رزوه‌ای (در شیرهای کوچک) یا فلنجی به بدنه متصل می‌شود. در اکثر موارد ساقه (stem) از میان این قطعه عبور می‌نماید. معمولاً پس از قرار دادن اجزای درونی شیر برای بستن محفظه و نگه‌داشتن همه چیز درون آن از بانت استفاده می‌شود. بسیاری از شیرها منجمله شیرهای سماوری یا توپی فاقد بانت هستند چرا که مکانیزم سرهم‌بندی اجزای آن به گونهٔ دیگری است.

### هندل/هندویل یا عملگر (Handle/Hand-Wheel or Actuator)
هندل، اهرم یا دسته ای است که به وسیله آن می‌توان شیر را از بیرون باز یا بسته کرد. هندویل دسته ای به شکل چرخ یا فرمان است که با چرخاندن آن توسط دست، شیر باز و بسته می‌شود. شیرهای اتوماتیک معمولاً فاقد هندل یا هندویل هستند، هر چند برخی گونه‌ها ممکن است برای مواقع اضطراری شامل اهرمی دستی نیز باشند. عملگر، یک مکانیزم یا دستگاه است که به کمک آن می‌توان شیر را از بیرون و از راه دور یا نزدیک، باز یا بسته کرد. بعضی از شیرها مانند شیرهای یک طرفه فاقد هرگونه هندویل یا عملگری هستند چرا که مکانیزم عملکرد آنها به صورت داخلی و خودکار است.

### مهره هندویل (Hand-Wheel Nut)
مهره‌ای است که هندویل توسط آن به استم سفت می‌شود و جنس آن از فولاد ساده کربنی در نظر گرفته می‌شود.

### نشان دهنده موقعیت (Position indicator)
قطعه‌ای است که موقعیت عضو کنترل جریان را از بیرون شیر نشان می‌دهد.

### عضو مسدودکننده جریان (Obturator)

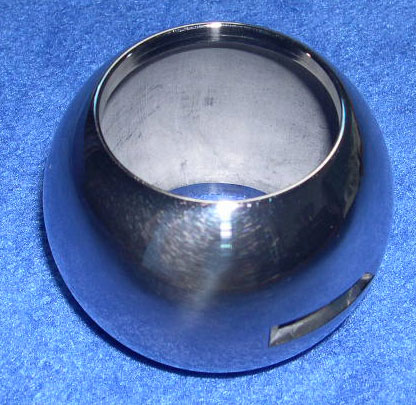
عضو مسدودکننده جریان (توپی) در شیر توپی

قسمتی از یک شیر که وظیفه قطع و وصل، تنظیم یا انحراف جریان را بر عهده دارد. این قطعه در شیر توپی کروی شکل، در شیر سماوری معمولاً مخروطی شکل در شیر دروازه‌ای گوه‌ای شکل یا صفحه‌ای سوراخ دار-که این گونه معمولاً شیر دروازه ای through-Conduit نامیده می‌شود-، در شیر بشقابی و شیر یکطرفه به شکل دیسک و… می‌باشد.

### نشیمنگاه (Seat)
سطوح داخلی بدنه شیر که در اثر تماس عضو مسدودکننده جریان با آن، شیر عمل آب‌بندی را انجام می‌دهد، نشیمنگاه یا سیت نامیده می‌شود. باید در نظر داشت در حالتی که شیر بسته‌است، مجرابند با سیت‌ها در تماس است. سطوح سیت که در آب‌بندی ایفای نقش دارند جزء تریم محسوب می‌شوند.

### ساقه (Stem)

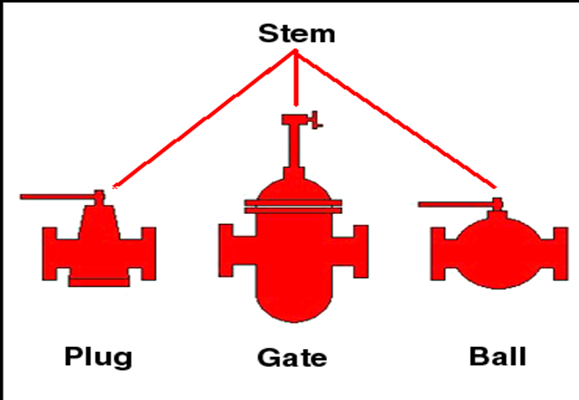
ساقه (stem) در شیرهای نوع: Ball, Gate, Plug

ساقه، شفت، استم یا میله به قطعه‌ای گفته می‌شود که وظیفه انتقال نیرو از طرف اپراتور به عضو مسدودکننده جریان را بر عهده دارد. این قطعه می‌تواند شامل یک یا چند جزء باشد.
حداقل قطر استم در شیرهای دروازه ای در جداول استاندارد API-600 آورده شده‌است. رزوه‌های استم از نوع دنده ذوزنقه‌ای که مختص انتقال قدرت هستند، بوده و دنده‌ها به صورت چپ گرد می‌باشند تا هنگام چرخش هندویل در جهت عقربه‌های ساعت شیر بسته شود. طراحی انتهای پایینی استم باید به نحوی باشد که هنگامی که شیر در سرویس است، دیسک در جای خود نچرخد و استم از دیسک جدا نشود.

### پکینگ (Packing)
پکینگ‌ها وظیفه آب‌بندی دور استم را بر عهده دارند. این عمل با فشرده شدن آن‌ها توسط گلند صورت می‌پذیرد. محل قرارگیری آن‌ها STUFFING BOX می‌باشد. حداقل تعداد آن‌ها نباید کمتر از ۵ حلقه باشد. سایز پکینگ‌ها و میزان لقی آن‌ها در استاندارد API-600 مشخص شده‌است.

### واشرها (Gaskets)
در شیرهایی که بدنه و کلاهک، درپوش، کپ، کلوژر و… با اتصال فلنجی متصل می‌شوند، بین فلنجها از گسکت‌ها برای آب‌بندی استفاده می‌شود. گسکت‌ها باید متناسب با محدوده دمایی شیر انتخاب شوند و همچنین بتوانند تحمل فشار طراحی شیر را داشته باشند.
برخی از انواع گسکت: Flat - Spiral - O Ring- C Ring- U Ring

### گلند (Gland)
بوش دو پله‌ای است که برای فشرده سازی پکینگ‌ها در بالای آن‌ها قرار می‌گیرد.

### فنر (Spring)

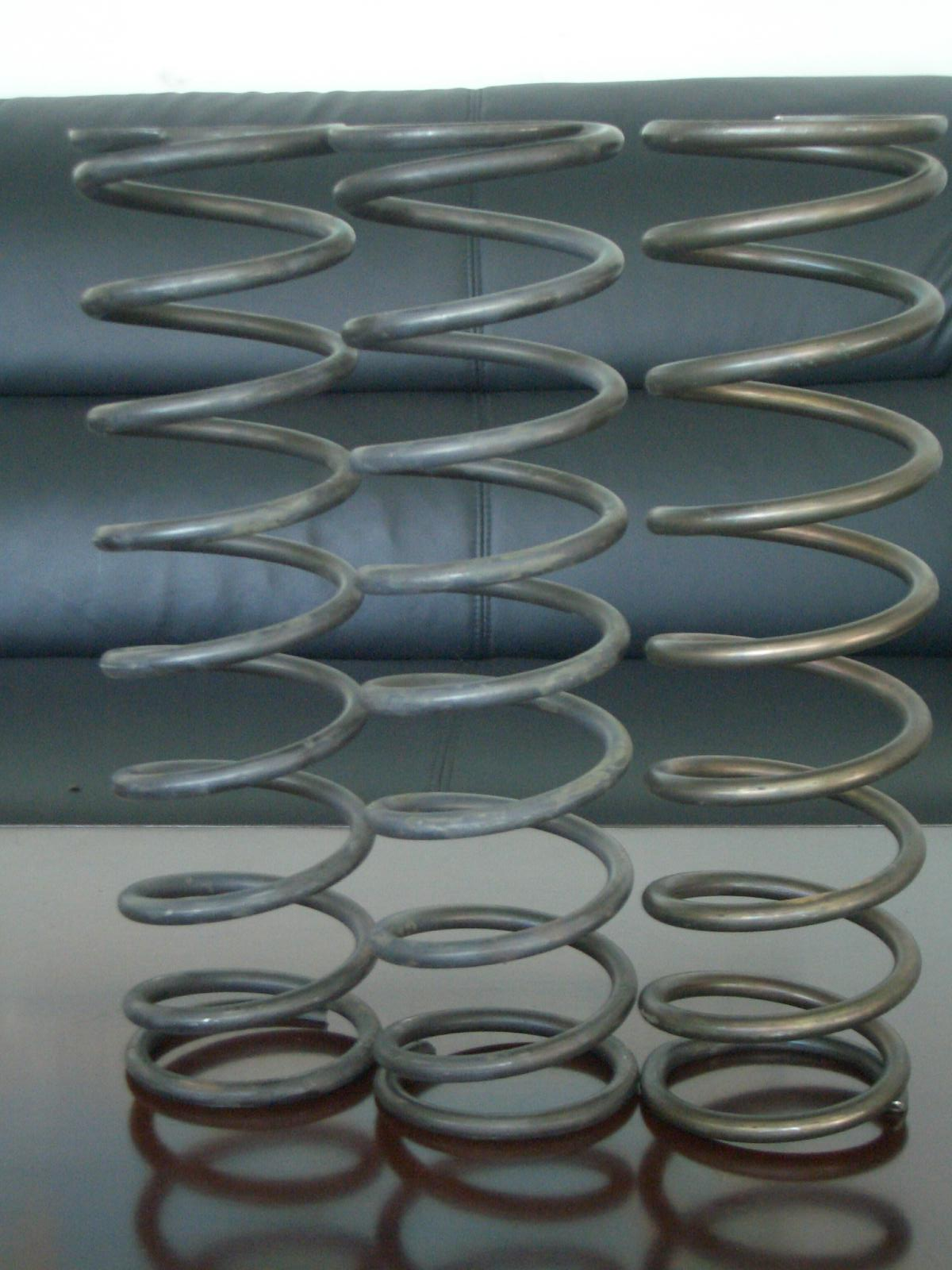
فنرهای اینکونل

بسیاری از شیرها از فنر استفاده می‌کنند. در شیرهای اطمینان برای ایجاد یک پیش بار از فنر استفاده می‌شود. در شیرهای توپی و دروازه ای بزرگ
معمولاً در پشت سیت‌رینگ‌های شیر از فنر برای ایجاد پیش‌بار برای افزایش کارایی مکانیزم آب‌بندی استفاده می‌شود.

## آب‌بندی شیرها

### آب‌بندی داخلی
همه شیرها قابلیت یکسانی در آب‌بندی و عدم نشت ندارند و از نقطه نظر آب‌بندی معمولاً به انواع مختلفی تقسیم می‌شوند. این شیرها معمولاً به دو دسته اصلی متال-سیت (نشیمنگاه فلزی) و سافت-سیت (نشیمنگاه نرم) تقسیم می‌شوند.
آب‌بندی در شیرهای متال-سیت که معمولاً به صورت فلز بر روی فلز است دشوارتر بوده و نیاز به داشتن دو سطح کاملاً صیقلی از فلز است. در این نوع مکانیزم آب‌بندی معمولاً توسط استانداردها میزانی نشتی به عنوان نشتی مجاز در نظر گرفته می‌شود. از مزیت‌های این نوع آب‌بندی توان تحمل دما و فشارهای کاری بسیار بالا و همچنین عدم تخریب توسط مواد ساینده است.
در مکانیزم آب‌بندی سافت-سیت که معمولاً Resilient-Seat نیز خوانده می‌شود به معنای نشیمنگاه قابل ارتجاع و نرم، معمولاً از یک جنس قابل انعطاف و صیقلی مانند PTFE که تفلون نیز خوانده می‌شود بر روی یک سطح صیقلی و سختکاری شده استفاده می‌شود. این نوع آب‌بندی بسیار دقیق بوده و معمولاً توسط استانداردها هیچ مقداری از نشتی در این نوع شیرها مجاز نمی‌باشد. از مزایای آن دقت آب‌بندی و نداشتن نشتی به اندازه حتی یک قطره (که در اصطلاح Bubble-tight یا Leak-free نیز خوانده می‌شود) می‌باشد. از معایب آن اینست که توسط مواد ساینده از بین می‌رود و در خط‌هایی که آلودگی دارند چندان قابل استفاده نیست.

### آب‌بندی خارجی
علاوه بر نشتی داخلی، شیرها اغلب از ناحیه کنار استم نیز دچار نشتی می‌گردند. برای آب‌بندی شیرها از ناحیه استم، معمولاً از نوعی الیاف از جنس پنبه نسوز و گرافیت که Packing خوانده می‌شود، استفاده می‌گردد. این پکینگ‌ها به صورت حلقه‌هایی برش داده می‌شود و در داخل شیاری در کنار استم قرار داده شده و توسط مجموعه گلند فشرده می‌گردد. سفت کردن بیش از حد مهره‌های گلند باعث بالا رفتن توان مورد نیاز برای باز و بسته کردن شیر شده و شل بودن آن نیز می‌تواند باعث نشتی از ناحیه ساقه یا استم گردد.

ساختار شیر دیافراگمی

در بعضی از موارد که هیچ نوع نشتی از ناحیه استم مجاز نبوده و سیال داخلی بسیار خطرناک یا کشنده است از شیرهای خاصی به نام شیرهای دیافراگمی استفاده می‌گردد. در این نوع شیرها سیال توسط دیافراگم یا صفحه ای که معمولاً از جنس فلزی می‌باشد از قسمت بانت شیر جدا می‌شود و امکان نشتی در این شیرها بسیار پایین می‌باشد.

### ویژگی Backseat (نشیمنگاه) در شیرها
در بعضی از شیرهای صنعتی که هندویل آنها Full-turn می‌باشد، به این معنا که برای باز یا بستن شیر باید هندویل را چندین دور چرخاند، انتهای میله استم دارای یک پخ می‌باشد. اگر شیر در حالت کاملاً باز قرار بگیرد این پخ به سیتی که بر روی بانت تعبیه شده‌است فشار آورده و این ناحیه را آب‌بند می‌کند. این ویژگی کمک می‌کند که شیری که از ناحیه کنار استم دچار نشتی شده‌است را در سرویس تعمیر کرد. به این صورت که ابتدا شیر را در حالت کاملاً باز قرار می‌دهیم تا Backseat در جای خود قرار بگیرید. سپس می‌توان اقدام به تعویض پکینگ‌های شیر کرد.

## تریم (Trim)
قطعاتی که در آب‌بندی، نقش مستقیم داشته باشند و معمولاً با سیال عامل در تماس مستقیم قرار می‌گیرند اصطلاحاً تریم نامیده می‌شوند. متریال‌هایی که به‌طور استاندارد می‌توانند برای این قطعات به کار برده شوند در جداول استاندارد API-600 آورده شده‌اند.
تریم در شیرهای دروازه‌ای:
- استم(Stem)
- نشیمنگاه (Seat Surface).
- قسمت آب‌بند دیسک (Gate Seating Surface).
- بک سیت بوشینگ (Back Seat Bushing).
- قسمت‌های کوچک داخلی که به‌طور عادی با سیال در ارتباط هستند، مانند پین‌هایی که استم را به گیت متصل می‌کنند.

## پوشش(Coating)

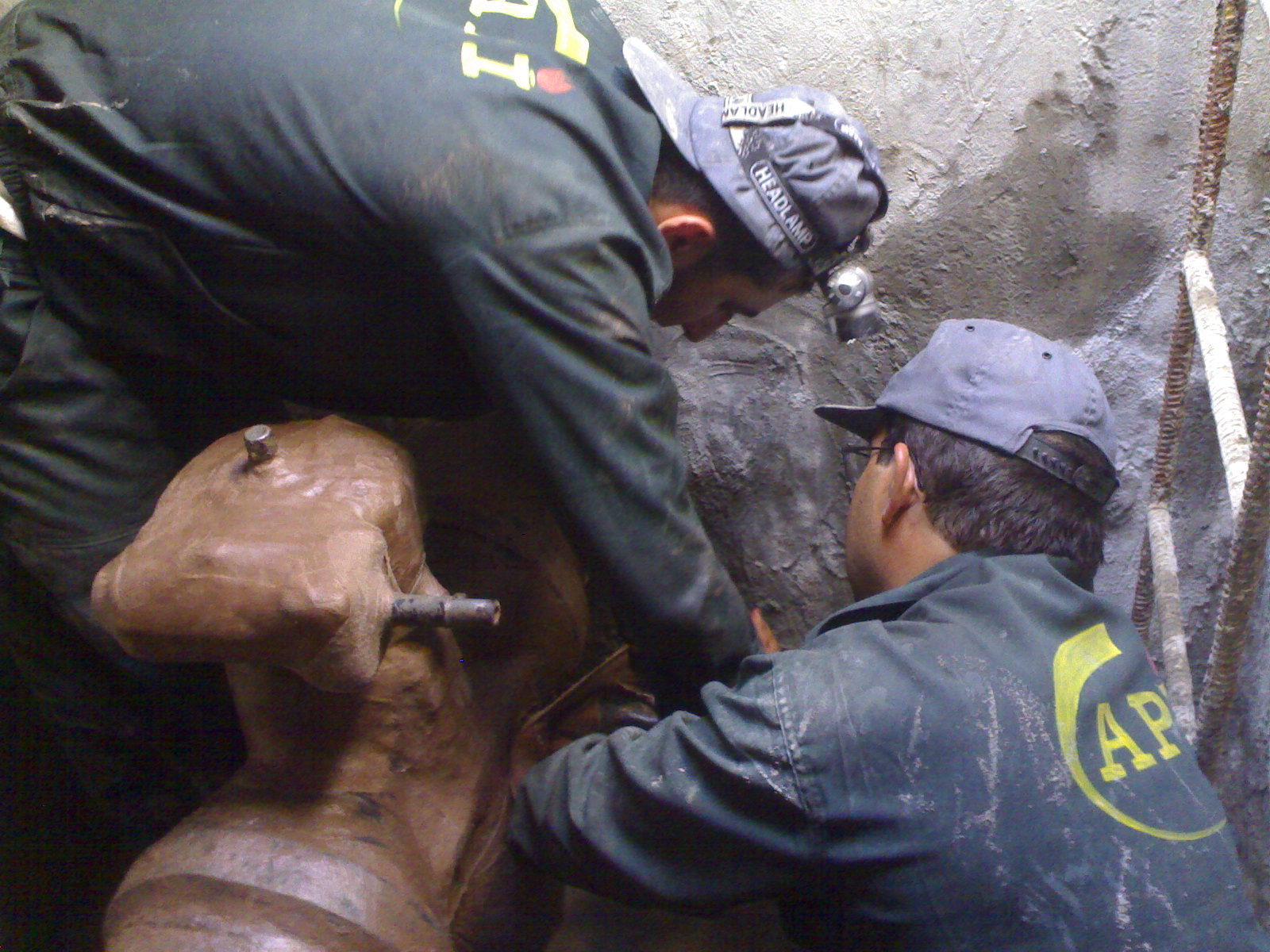
عایقکاری شیر سماوری درون منهول با سیستم پترولاتیوم

علاوه بر اینکه تمامی خطوط لوله و شبکه‌های عمده شهری و بین شهری و کارخانجات و پالایشگاه‌ها توسط حفاظت کاتودیک در مقابل خوردگی و زنگ زدگی محافظت می‌شوند، بدنه خارجی شیرها (و سایر تجهیزات) باید بسته به شرایط محیطی که قرار است در آن نصب شوند توسط پوشش‌های محافظ، پوشش داده شوند. محیط‌هایی مانند پالایشگاه‌های روی آب به دلیل وجود رطوبت بالا و کلرایدها دارای شرایط بسیار خورنده ای هستند که باید از شیرهایی با بدنه‌هایی از قبیل فولادهای زنگ نزن با درصد کروم و آلیاژ بالا استفاده شود. در محیط‌هایی با خورندگی کمتر، مانند خشکی، استفاده از حفاظت کاتودیک و یک پوشش محافظ می‌تواند شیرهای فولادی معمولی را تا حد قابل قبولی در مقابل خوردگی حفظ کند. برخی از پوشش‌های متداول برای شیرآلات به شرح زیر است:
- پوشش نوار پترولاتیوم Petrolatum: که به صورت یک مجموعه شامل پرایمر و نوار و ماستیک می‌باشد و برای شیرهایی که قرار است زیر خاک دفن شوند مناسب است.
- پوشش‌های پلی یورتان Polyurethane دوجزئی: که به صورت یک مجموعه دو جزئی شامل رزین و هاردنر با نسبت‌های اختلاط به خصوص می‌باشد و به صورت سرد و گرم و اسپری یا توسط برس اعمال می‌شود. این پوشش در مقابل اشعه ماورا بنفش خورشید مقاومت خوبی دارد. ضخامت این پوشش‌ها بسته به خورندگی محیط از ۵۰۰ میکرون تا ۲۵۰۰ میکرون توصیه می‌شود.
- پوشش‌های اپوکسی Epoxy دوجزئی: که به صورت یک مجموعه دو جزئی شامل رزین و هاردنر با نسبت‌های اختلاط به خصوص می‌باشد و به صورت سرد و گرم و اسپری یا توسط برس اعمال می‌شود. این پوشش در مقابل اشعه ماورا بنفش خورشید چندان مقاوم نیست و به همین دلیل توصیه می‌شود برای شیرهای دفنی یا مکان‌هایی که دور از آفتاب مستقیم باشد استفاده گردد. ضخامت این پوشش‌ها بسته به خورندگی محیط از ۵۰۰ میکرون تا ۲۵۰۰ میکرون توصیه می‌شود.
- پلی یوریا Poly urea
- کلتار (قیر) Coal tar: که بیشتر برای شیرهای سماوری گاز با اندازه‌های زیر ۴ اینچ کاربرد دارد. این پوشش معمولاً قیر با پایه زغال‌سنگ بوده و قیمت قابل قبولی دارد. استفاده از این پوشش به دلیل مخاطرات محیط زیستی در حال جایگزینی است.
- رنگ‌های اپوکسی و پلی یورتان: که معمولاً خواصی مشابه پوشش‌های اپوکسی و پلی یورتان را دارد با این تفاوت که برای محیط‌های با خورندگی کم و با ضخامت‌های پایین در حدود ۶۰ تا ۱۵۰ میکرون و به صورت ترکیبی سه لایه شامل اپوکسی غنی از روی، اپوکسی و پلی یورتان اعمال می‌شود.

## نگارخانه

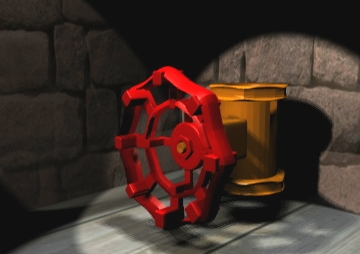
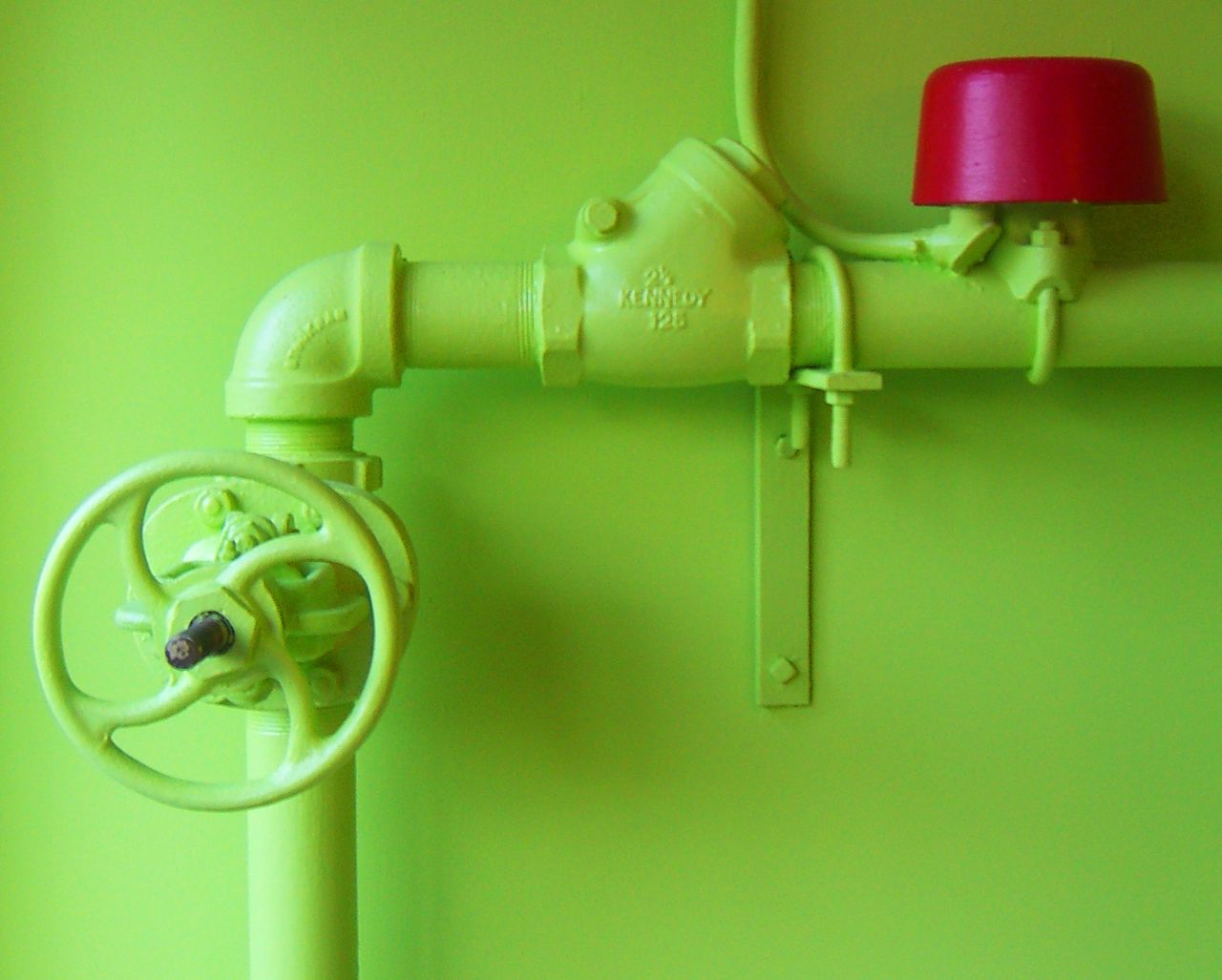
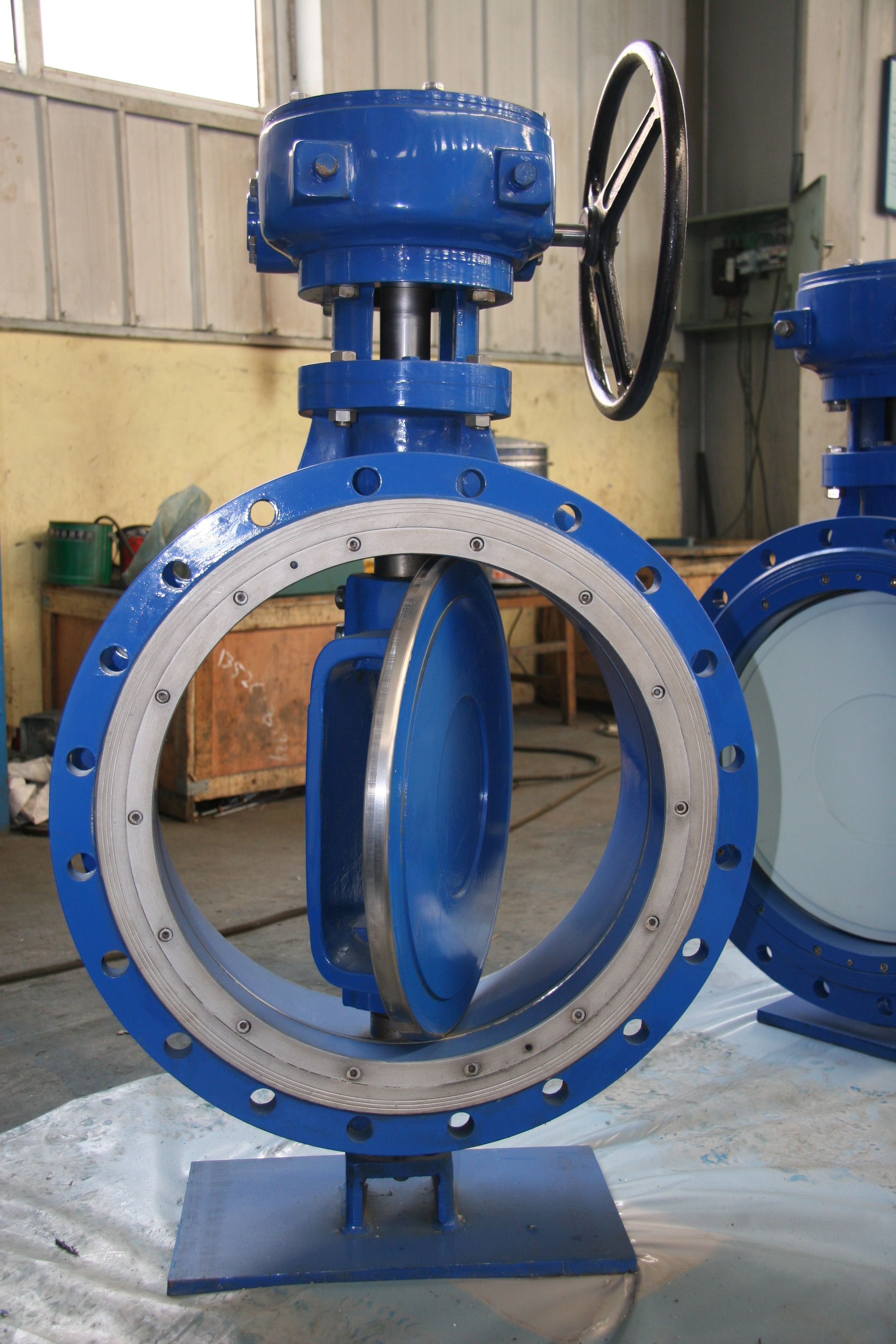
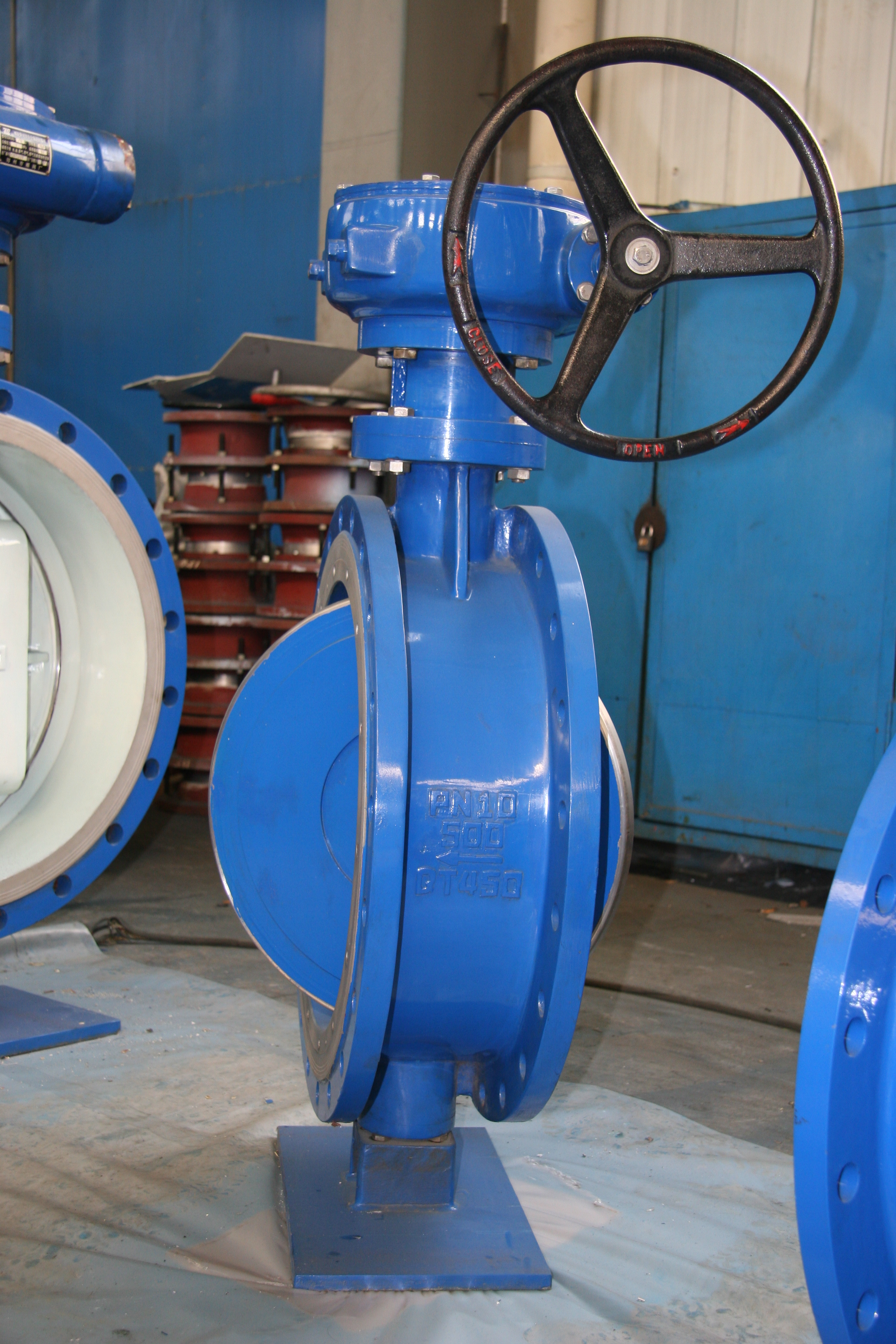
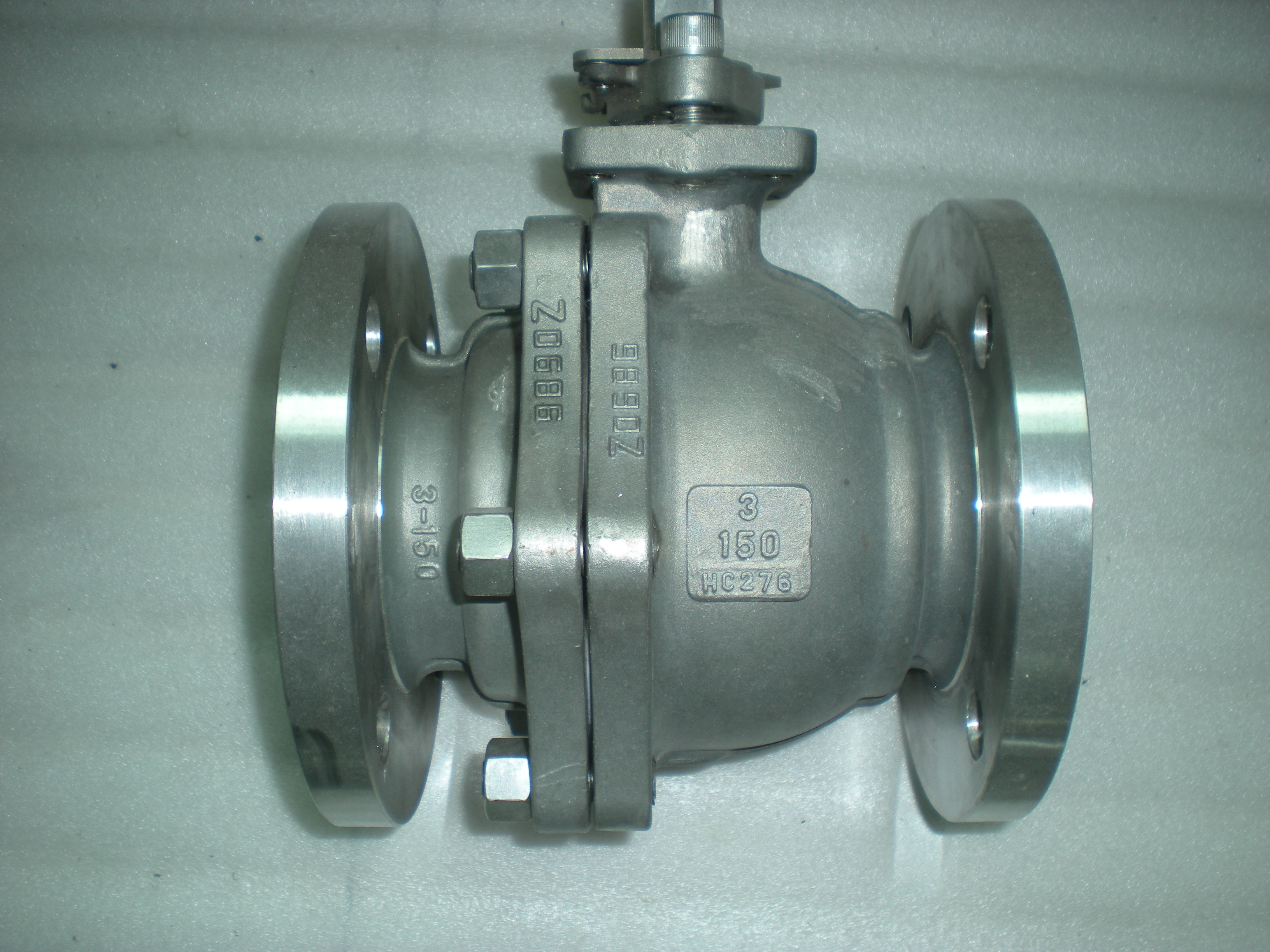
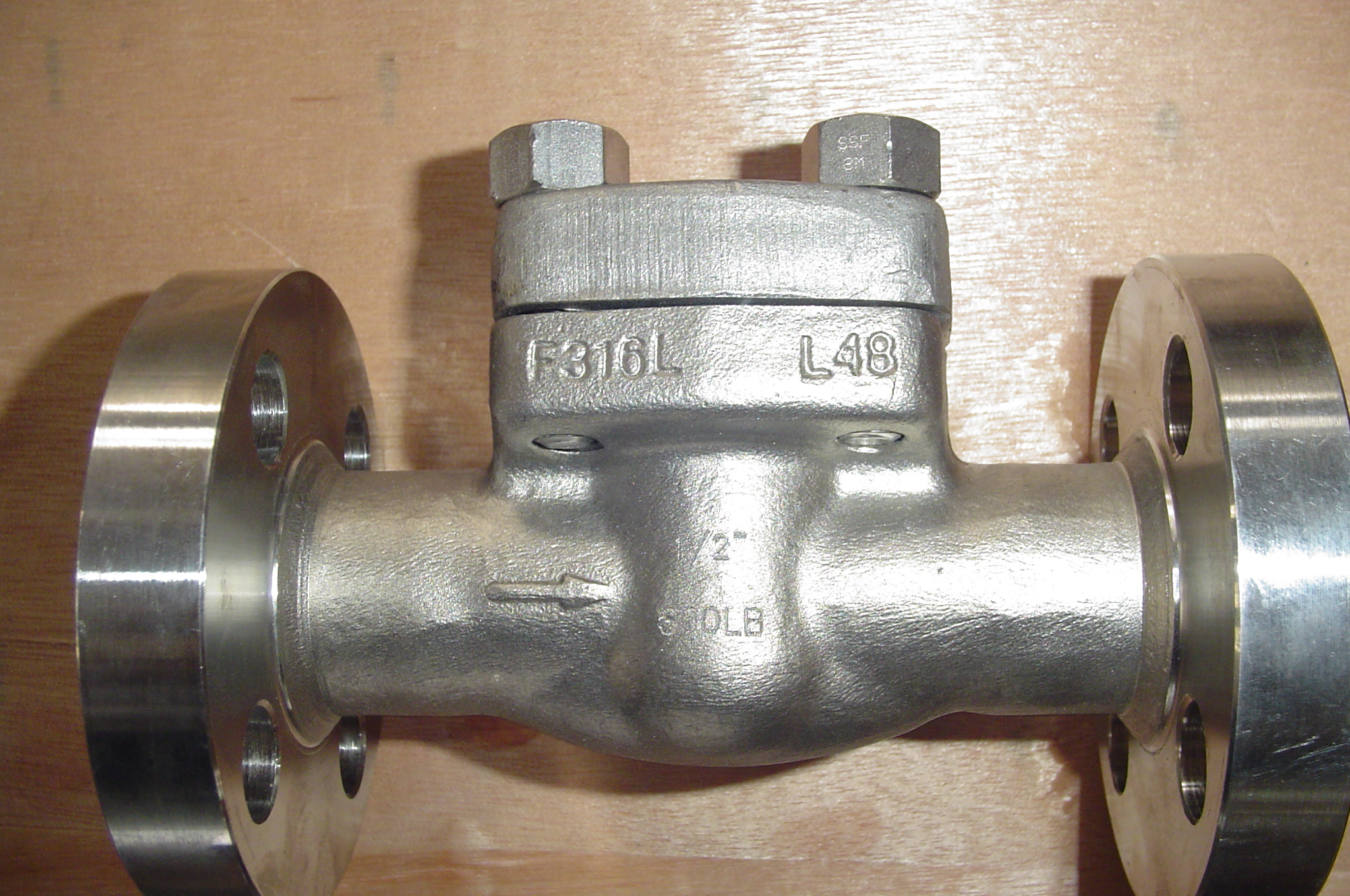
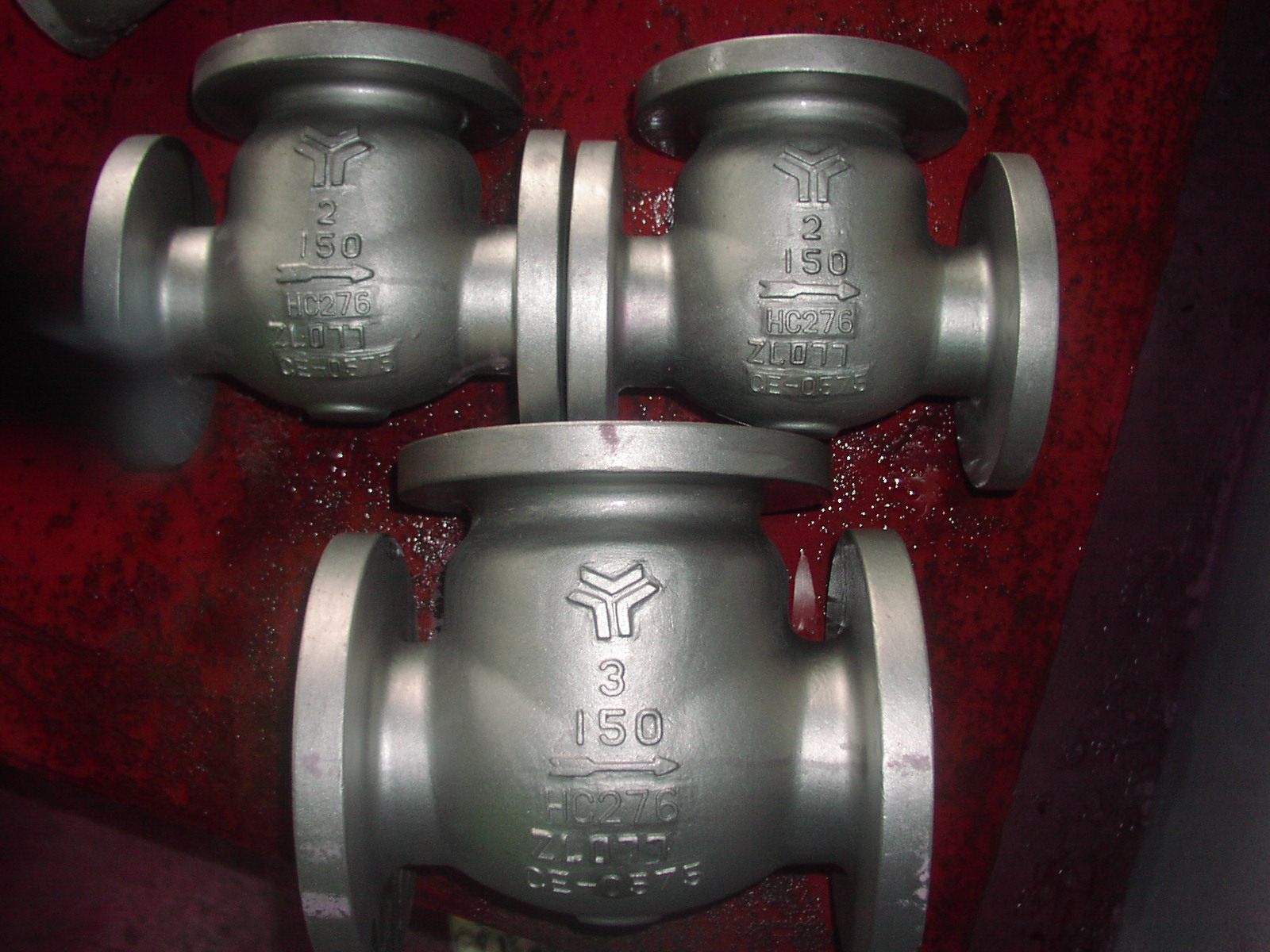
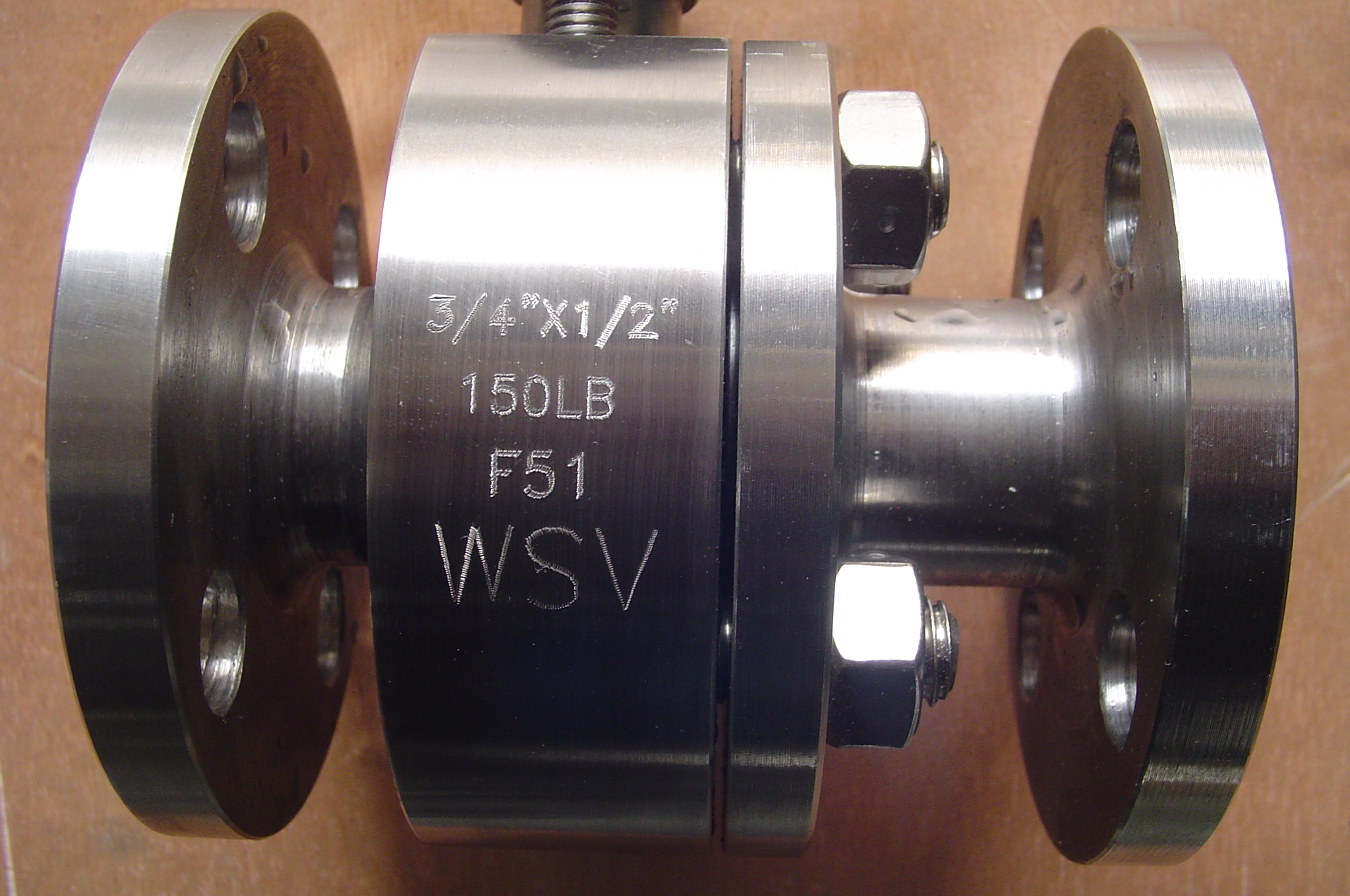
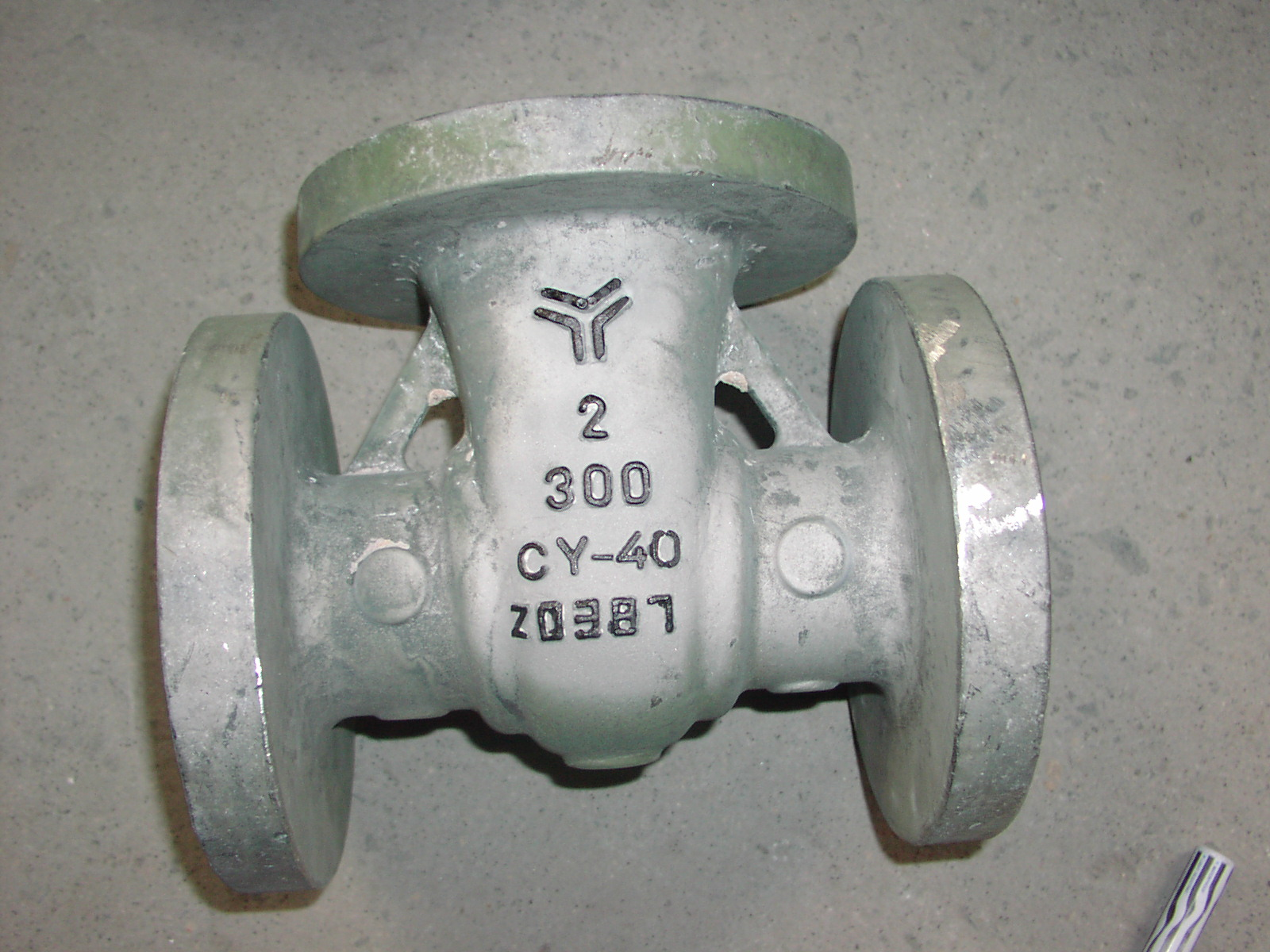
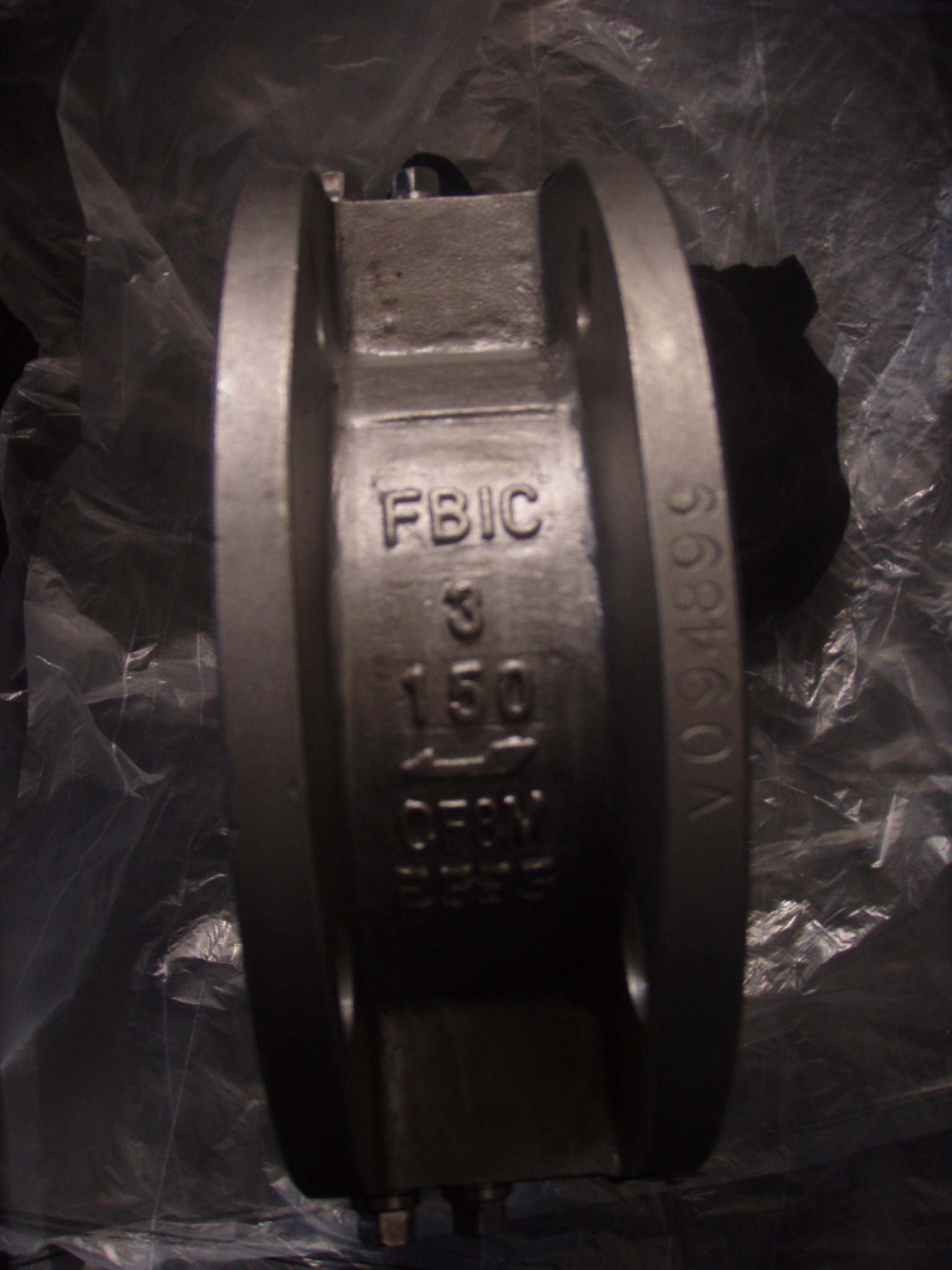
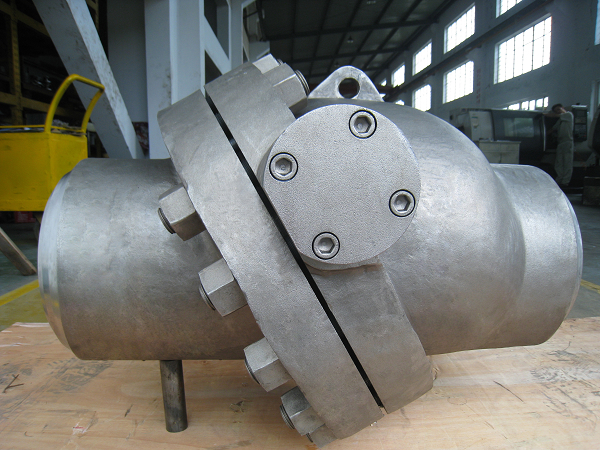
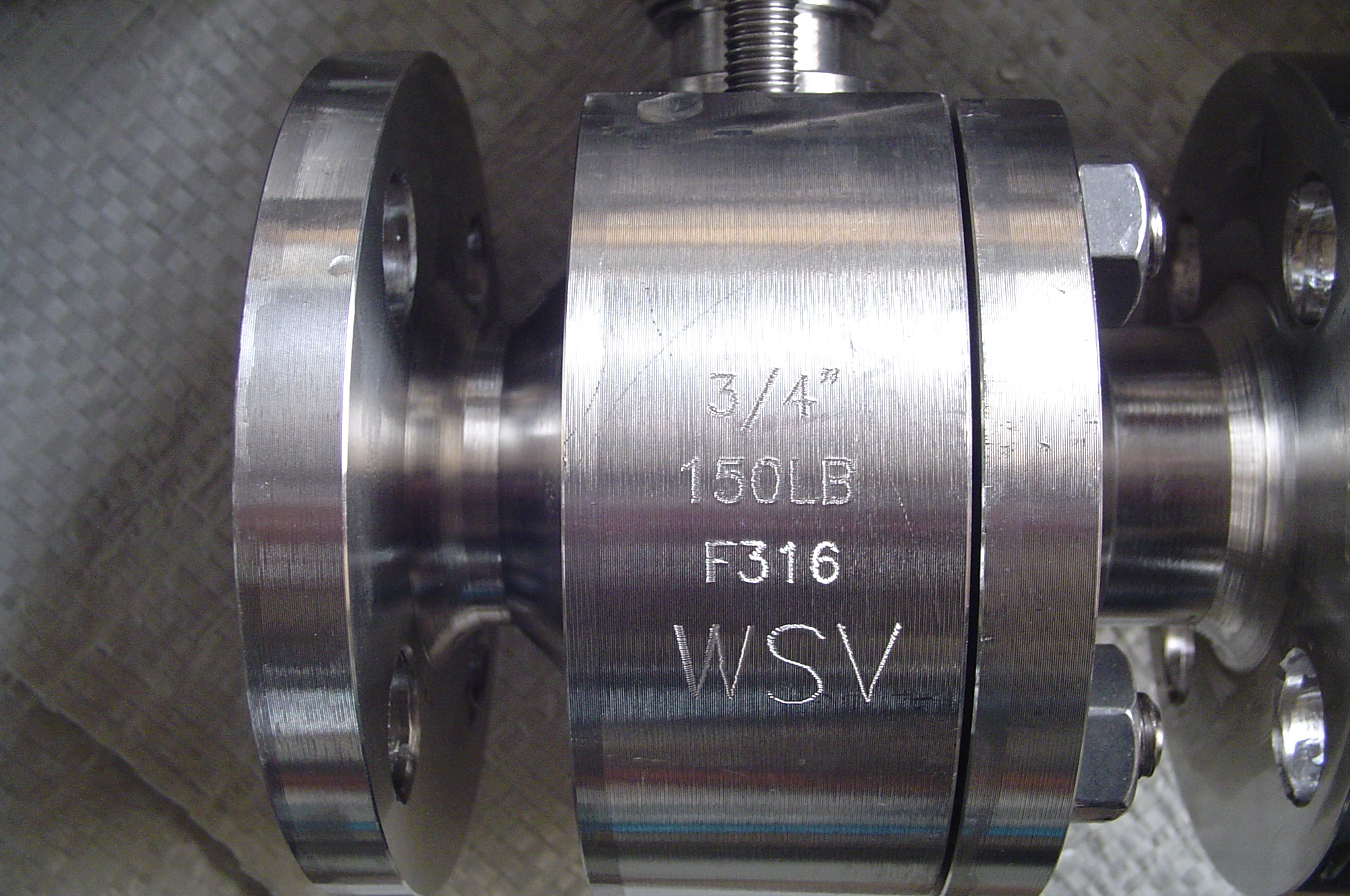
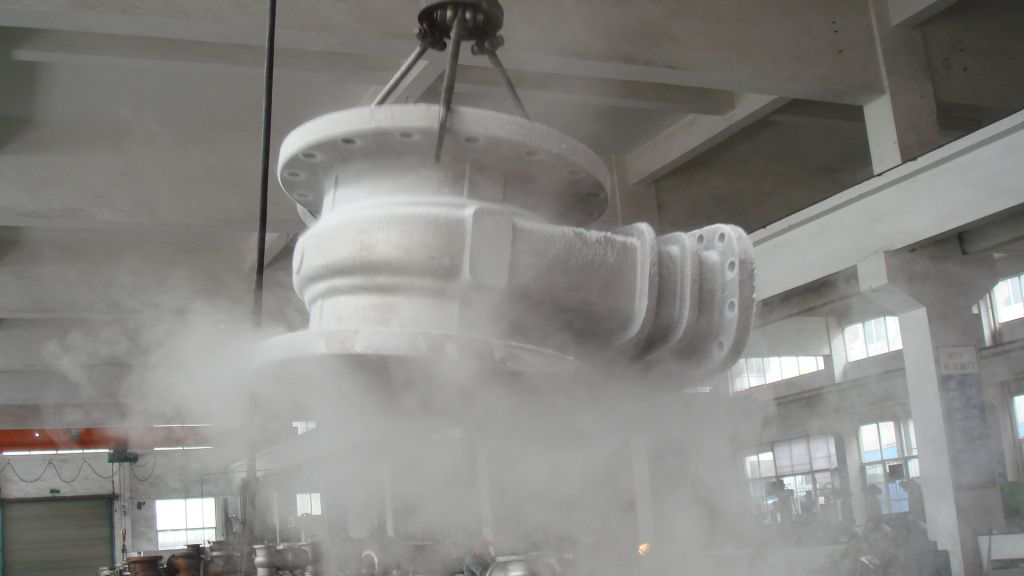
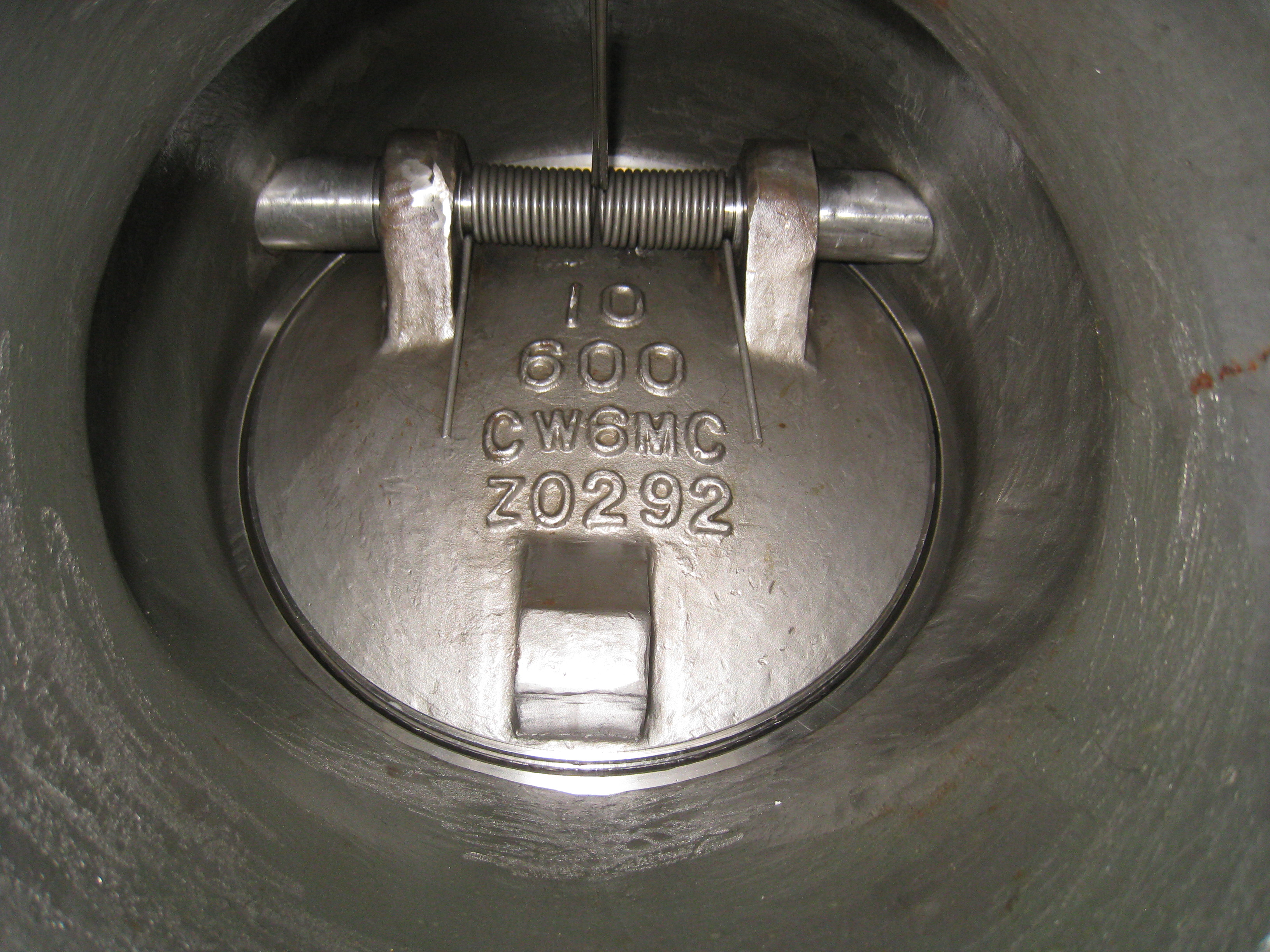
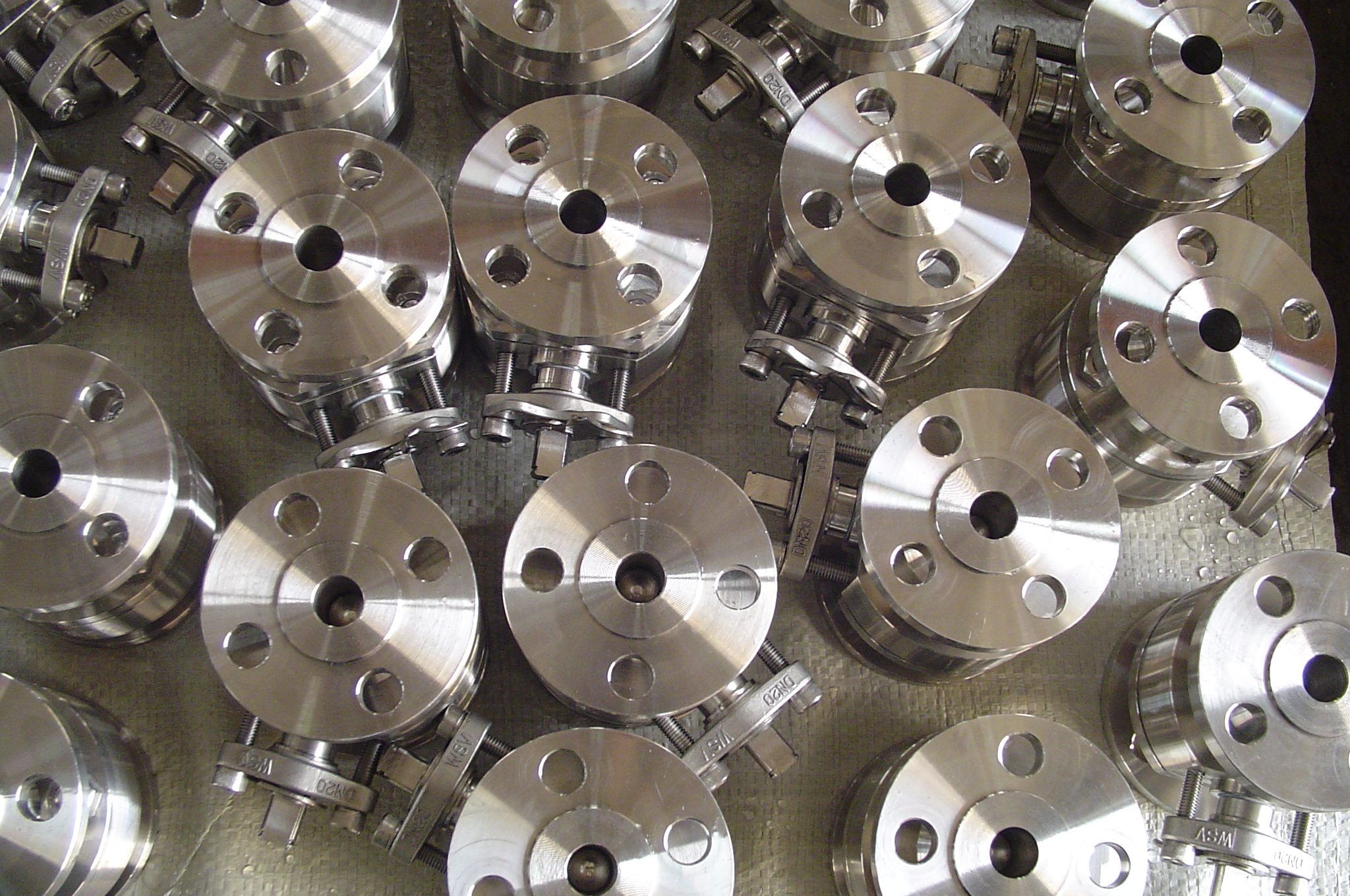
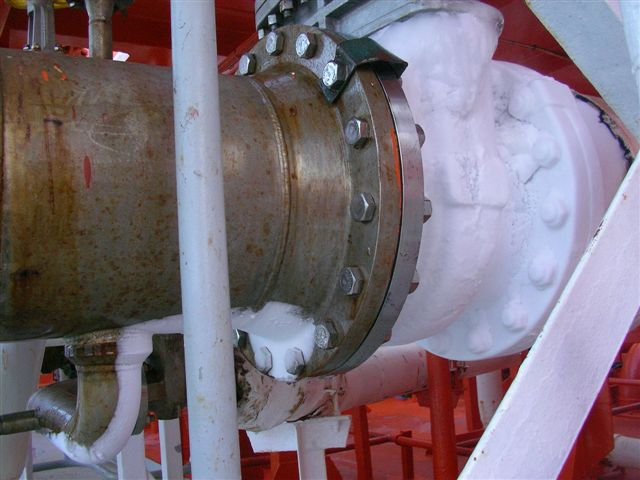
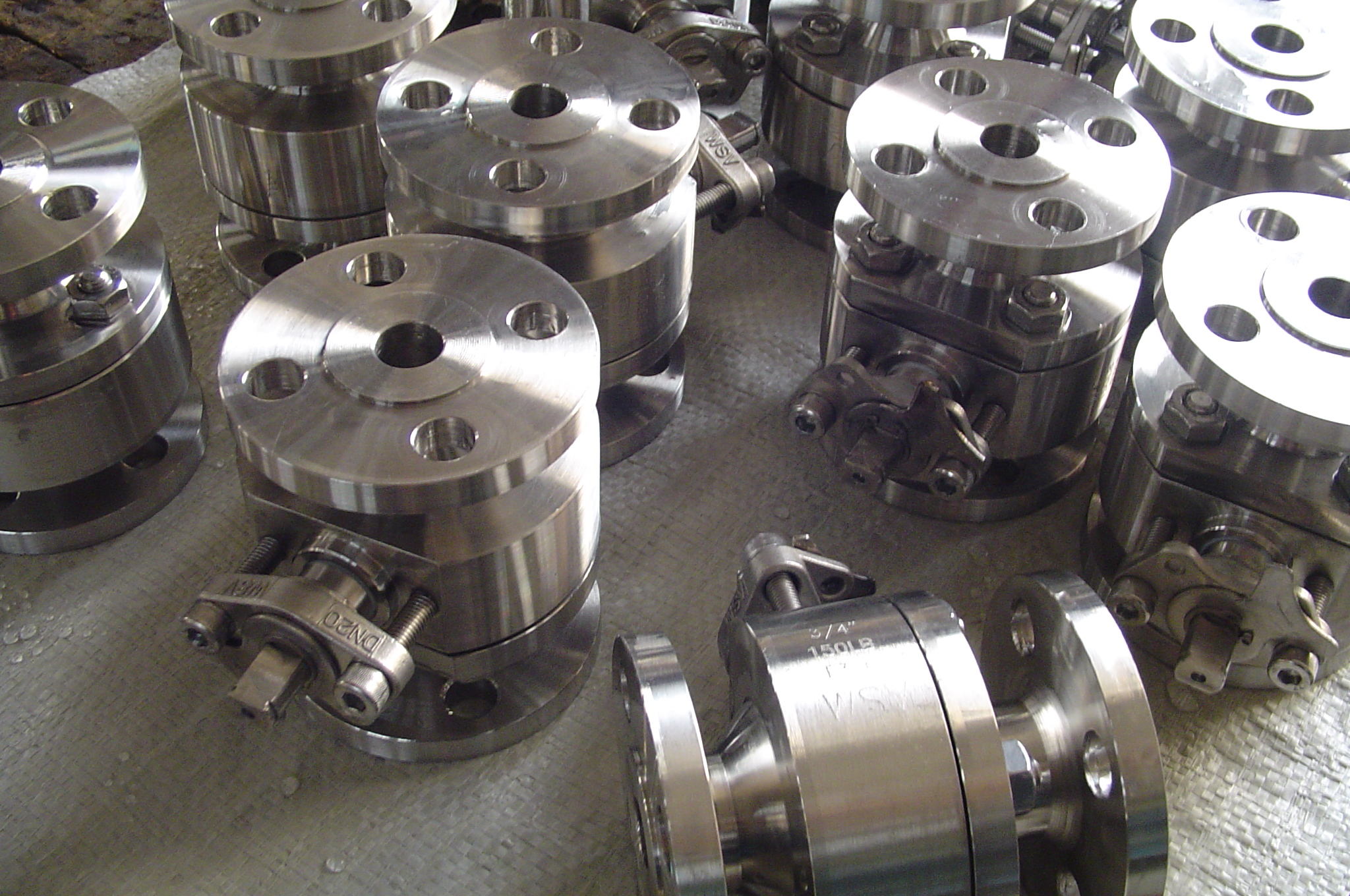
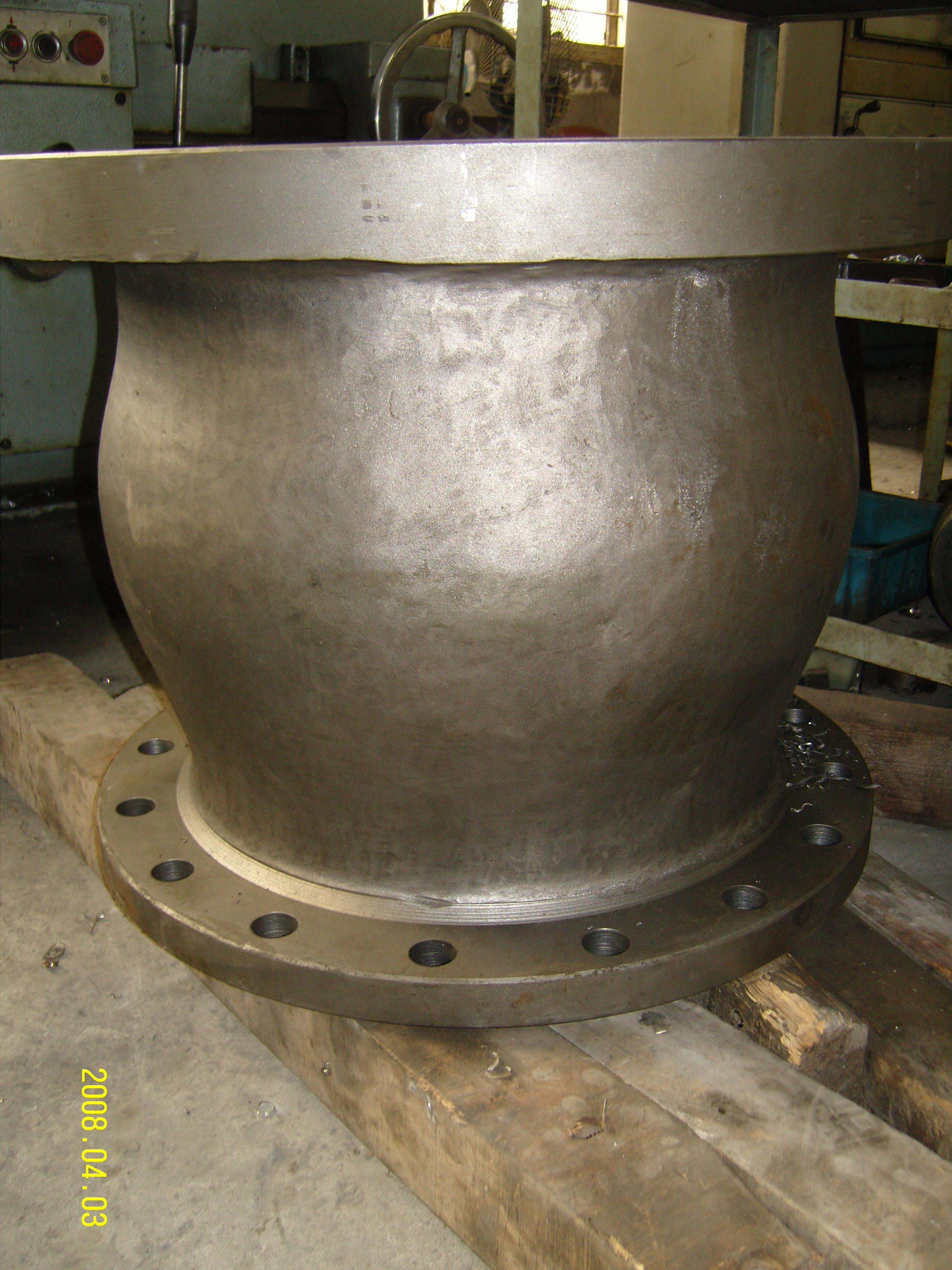
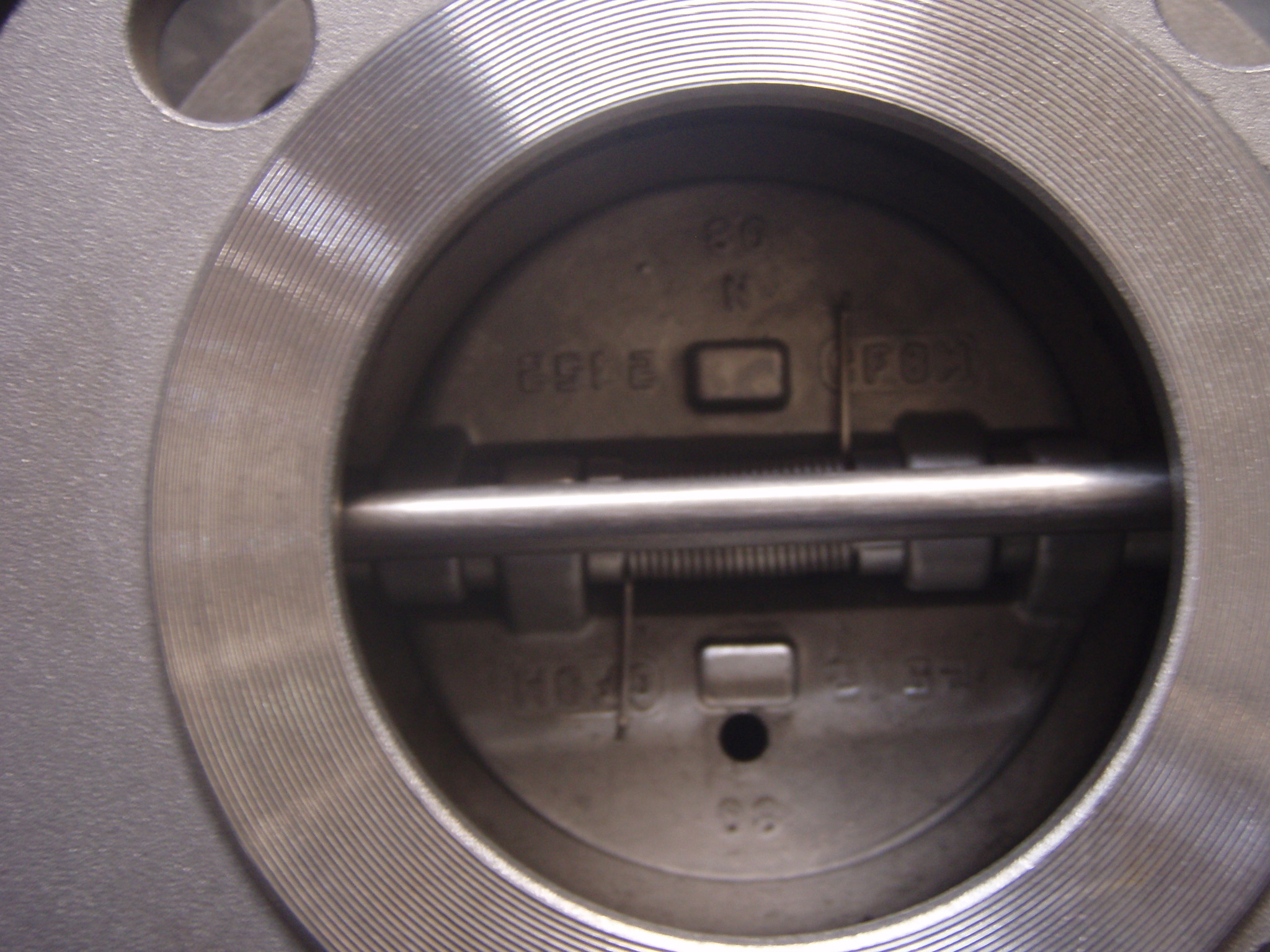
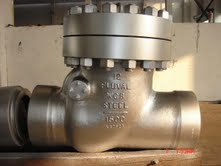
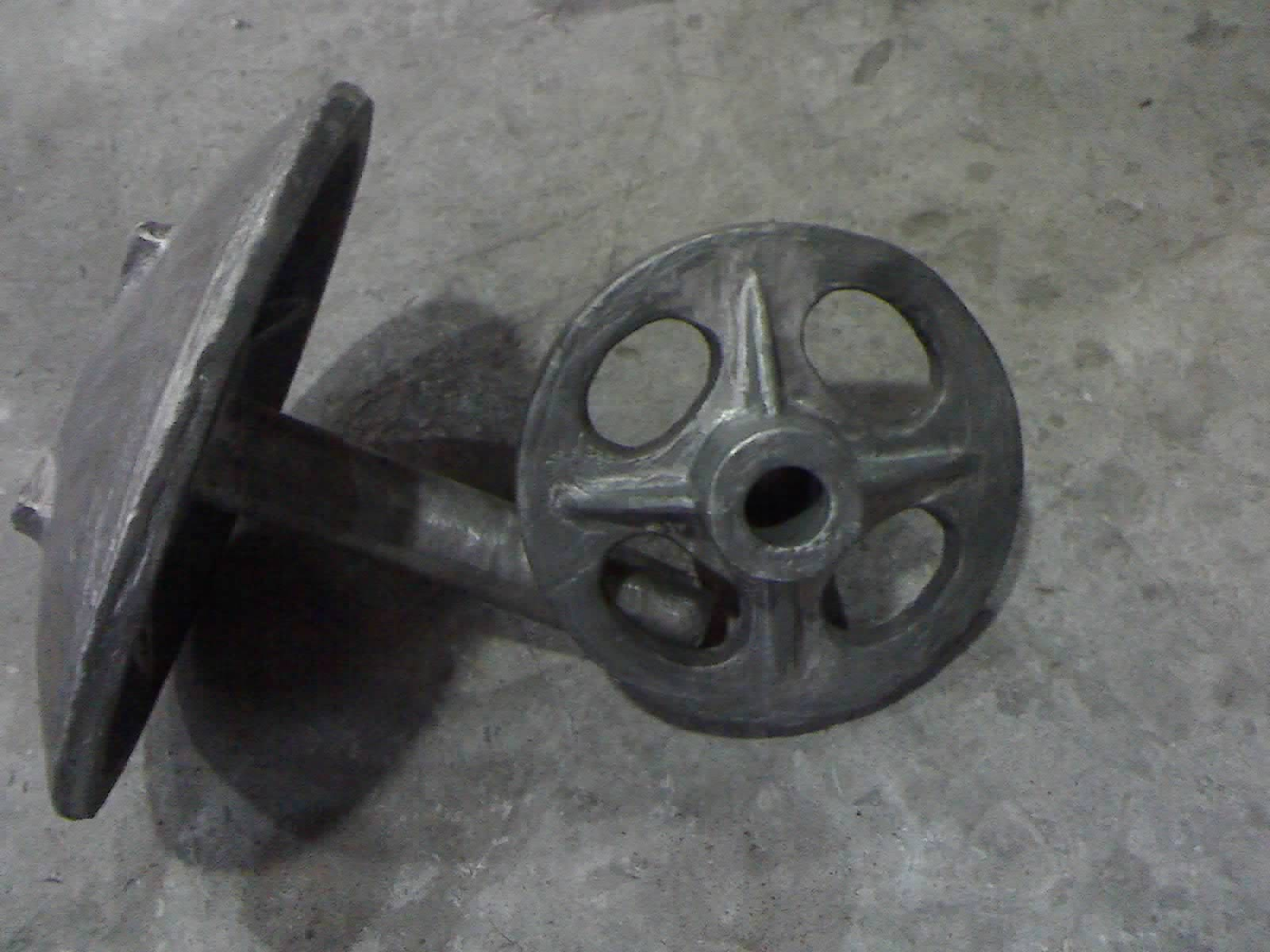
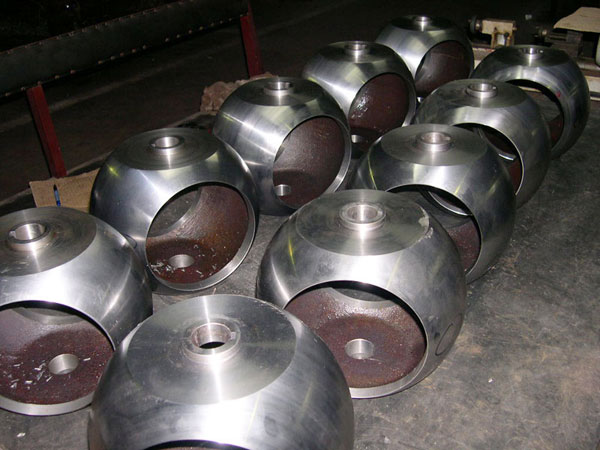
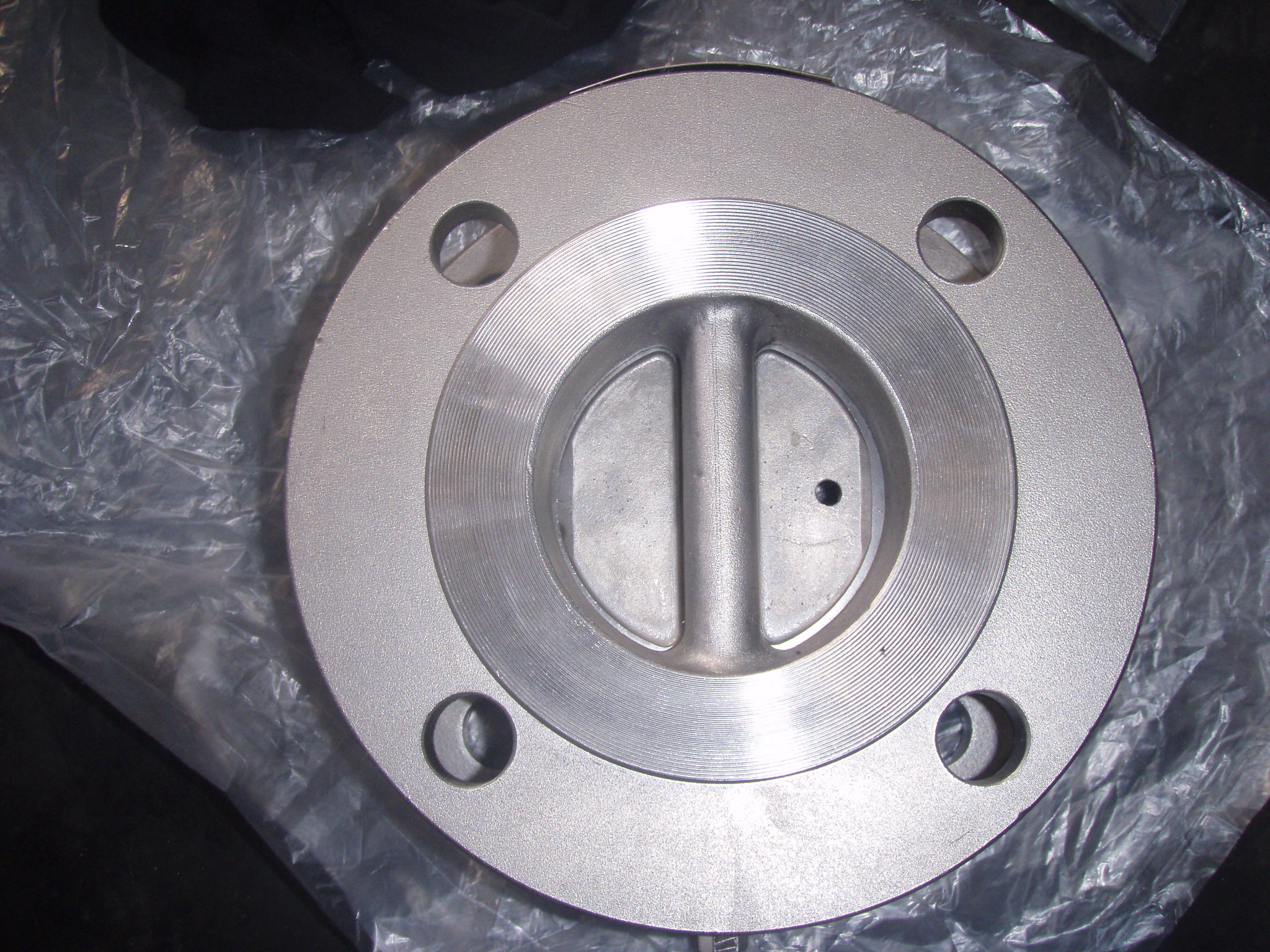
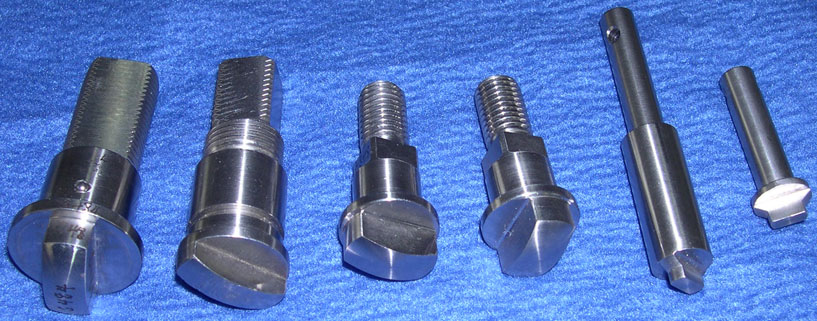
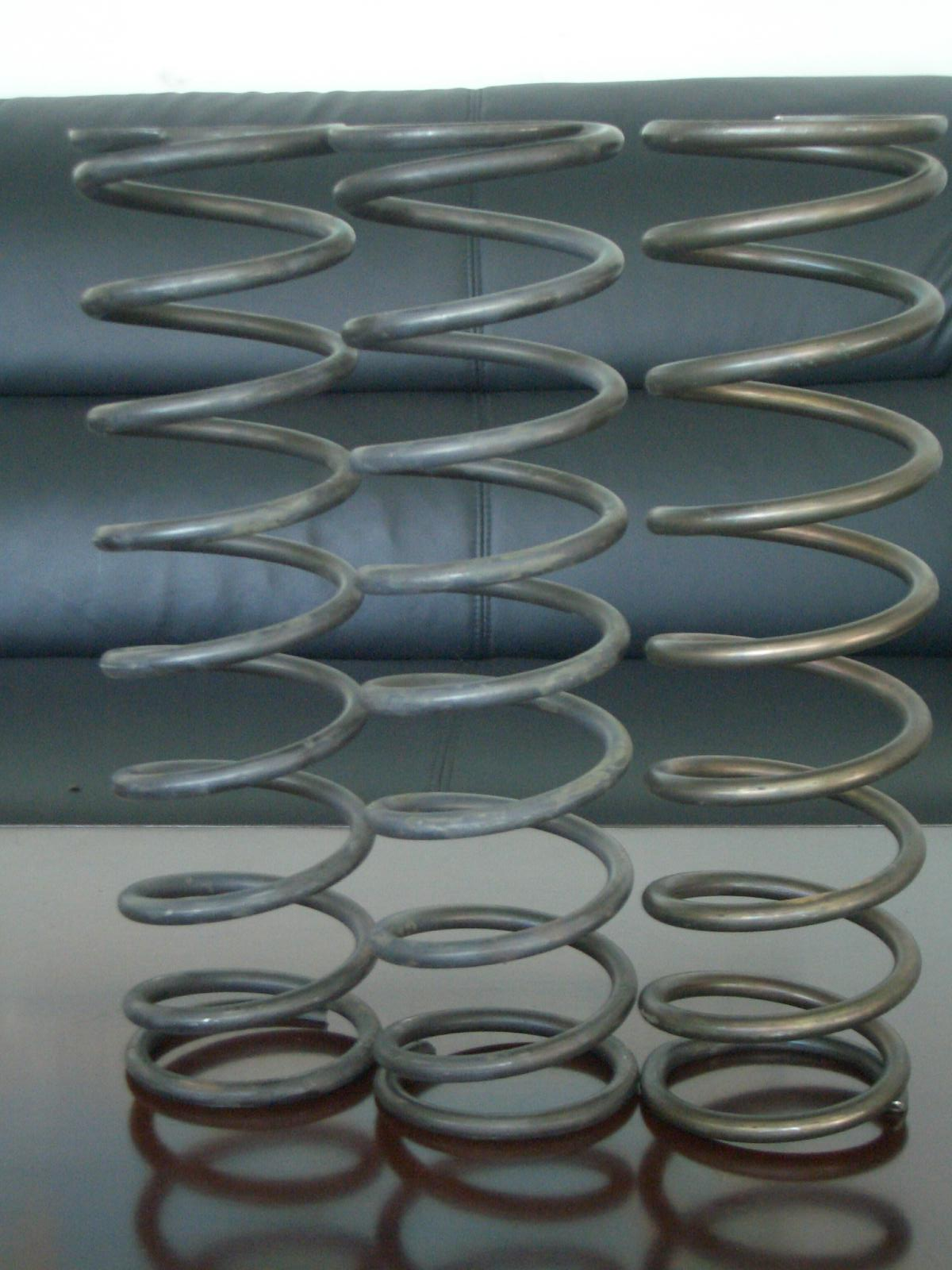
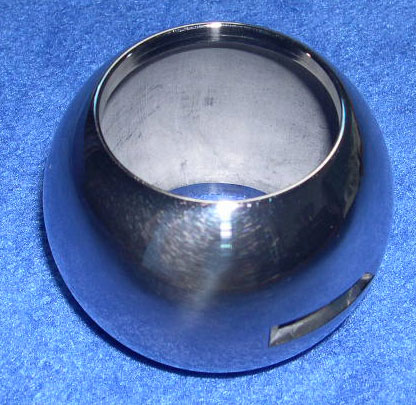